# 휘트니 휴스턴
휘트니 엘리자베스 휴스턴(영어: Whitney Elizabeth Houston, 1963년 8월 9일 ~ 2012년 2월 11일)은 미국의 가수, 배우, 패션 모델이다. 휘트니는 역사상 가장 많은 상을 수상한 여성 아티스트로 기네스 세계 기록에 올라 있고, 총 2억 장의 음반 판매고로 세계에서 가장 많은 음반을 판 가수들 중 한 명이 되었다.
그녀는 총 일곱 장의 정규 음반과 두 장의 사운드트랙을 발표했고 모두 미국 음반 산업 협회로부터 다이아몬드, 멀티 플래티넘, 플래티넘 또는 골드를 인증받았다. 휴스턴은 "How Will I Know"의 뮤직비디오의 인기로 얻기 시작한 MTV에서의 명성과 계층과 인종을 가리지 않고 거둔 여러 음악 차트에서의 성공으로 그녀의 뒤를 잇는 많은 미국 흑인 여성 가수들에게 영향을 미쳤다.
휴스턴은 어린 시절 교회에서 처음으로 노래를 부르기 시작했고, 고등학생이었을 때 백보컬리스트가 되었다. 1983년 19살이었던 그녀는 아리스타 레코드사의 회장 클라이브 데이비스에게 발탁되어 레이블과 음반 계약을 맺었다. 그녀가 1980년대에 발표한 두 장의 정규 음반, Whitney Houston(1985)과 Whitney(1987)는 모두 빌보드 200 차트에서 1위에 올랐고, 각각 전 세계에서 2천만 장이 넘는 판매고를 올리며 베스트셀러가 되었다. 그녀가 1985년에 발표한 "Saving All My Love for You"를 시작으로 1988년 "Where Do Broken Hearts Go" 싱글까지 모두 빌보드 핫 100 차트 1위에 오르며 그녀는 7장의 싱글을 연속으로 차트 정상에 올린 최초이자 유일한 가수가 되었다.
휴스턴은 1992년 영화 《보디가드》를 통해 배우로도 활동했다. 영화의 오리지널 사운드 트랙은 1994년 열린 그래미 상에서 올해의 앨범상을 수상한다. 앨범의 리드 싱글이었던 "I Will Always Love You"는 여자 가수 역사상 가장 많이 팔린 싱글로 남았다.

## 생애

### 1963–84: 젊은 시절과 음악 경력의 시작
휘트니 엘리자베스 휴스턴은 1963년 8월 9일, 뉴저지주 뉴어크에서 태어났다. 그녀의 아버지는 해병대이자 연예 기획사의 최고경영자였던 존 러셀 휴스턴 쥬니어(1920년 9월 13일―2003년 2월 2일)였고, 어머니는 가스펠 가수였던 에밀리 "시시"(드링카드) 휴스턴(1933년 9월 30일 ~ 2024년 10월 7일)이었다. 외사촌오빠 게리 갈런드는 가수(전직 프로 농구선수)이고, 친오빠 마이클은 휘트니의 투어 매니저이자 작곡가이다. 휘트니 휴스턴의 부모는 모두 미국 흑인이고, 외가측 조상 중에는 인디언과 네덜란드계 조상이 있다고 한다. 가수 디온 워릭과 디 디 워릭은 휘트니의 이종사촌이었다. 휘트니 휴스턴의 대모는 달린 러브였고, 아레사 프랭클린은 휴스턴의 명예 이모(honorary aunt)였다.(휘트니는 어린 시절부터 아레사를 Aunt Ree라고 불렀다) 아레사와의 만남은 휴스턴이 9~10살 때 그녀의 엄마가 그녀를 녹음 스튜디오에 데리고 가면서 이뤄졌다. 휴스턴은 침례교인으로 자랐지만 오순절교회에도 모습을 드러냈다. 1967년 뉴워크에서 일어난 폭동 후, 가족은 뉴저지주 이스트오렌지의 중산층 지역으로 이사했다.
휴스턴은 11살 때 뉴 호프 침례교회(New Hope Baptist Church)의 청소년 가스펠 합창단에서 독창자로서 공연하기 시작했고, 그 곳에서 피아노 연주를 배웠다. 그녀가 교회에서 불렀던 첫 번째 독창곡은 "오! 위대한 여호와시여, 저를 인도해 주소서"(Guide Me, O Thou Great Jehovah)였다. 휴스턴은 10대 시절 뉴저지주 칼드웰에 있는 카톨릭계 여자 고등학교인 마운트 세인트 도미닉 아카데미(Mount Saint Dominic Academy)에 다녔고, 거기서 그녀와 오랫 동안 가장 친한 친구였던 로빈 크로포드를 만났다. 휴스턴은 학창 시절에 어머니로부터 계속해서 노래하는 법을 배웠고, 샤카 칸, 글래디스 나이트, 로버타 플랙과 같은 자신에게 영향을 끼쳤던 가수들의 음악에 백그라운드 보컬리스트로서 참여했다.
휴스턴은 10대 시절 잠깐씩 그녀의 어머니 씨시가 공연하던 나이트클럽들을 순회했고, 때때로 무대에 올라 어머니와 함께 공연했다. 휴스턴이 14살이었던 1977년, 그녀는 마이클 자거 밴드의 싱글 "Life's a Party"의 백업 가수가 되었다. 1978년에는 샤카 칸의 히트곡인 "I'm Every Woman"(후에 휴스턴이 The Bodyguard Soundtrack에 수록해 더 큰 히트를 기록함) 백그라운드 보컬에 참여했고, 루 롤스와 저메인 잭슨의 앨범에도 백보컬리스트로서 이름을 올렸다.
1980년대 초반, 휴스턴은 카네기 홀에서 그녀의 어머니와 노래하는 모습을 본 한 사진작가의 눈에 띄어 패션 모델로서 활동을 시작했다. 그녀는 유명 패션 잡지 <세븐틴>에 모습을 드러내 그 잡지의 커버를 빛낸 첫 번째 유색인종 모델들 중 한 명이 되었다. 그녀는 또한 <글래머>, <코스모폴리탄>, <영 미스>와 같은 잡지의 지면에 등장했고, 청량음료 캐나다 드라이의 TV 광고에도 출연하며, 아름다운 외모와 옆집 소녀와 같은 친근한 매력으로 당시 최고의 주가를 올리는 10대 모델들 중 한 명이 되었다. 휴스턴은 모델 활동을 하면서 마이클 베인혼, 빌 라스웰, 마틴 비시와 같은 프로듀서들이 진두지휘한 그룹 머티리얼의 앨범 One Down에 참여하여 그녀의 레코딩 경력을 빠른 속도로 쌓아갔다. 그 프로젝트에서 휴스턴은 영국 그룹 소프트 머신의 멤버였던 휴 호퍼의 곡 "Memories"를 리메이크해 불렀다. <더 빌리지 보이스(The Village Voice)>의 음악평론가 로버트 크리스트가우는 이 곡을 "당신이 들었던 가장 멋진 발라드곡들 중의 하나일 것"이라고 평했다. 그녀는 또한 폴 자바라의 1983년 앨범 Paul Jabara and Friends의 수록곡 "Eternal Love"에서 리드 보컬을 맡았다.
휴스턴은 이전에 이미 여러 군데의 레코드사로부터 레코딩 제안―1980년에 마이클 자거, 1981년에 일렉트라 레코드사―을 받았으나 그녀의 어머니는 딸이 고등학교를 마치는 것이 우선이라며 그 제안들을 거절했다. 1983년, 아리스타 레코드사의 신인 발굴 팀(A&R) 대표자였던 제리 그리피스는 뉴욕시의 한 나이트클럽에서 휴스턴이 그녀의 어머니와 공연하는 것을 보고 깊은 인상을 받았다. 그는 아리스타의 수장이었던 클라이브 데이비스를 설득해 그녀가 공연하는 것을 서둘러 보도록 했고, 공연을 본 데이비스 역시 깊은 인상을 받고 휴스턴과 레코딩 계약을 체결했다. 그 해 6월 23일, 그녀는 데이비스와 함께 미국 전역에 방송되었던 <머브 그리핀 쇼>(The Merv Griffin Show)에 출연하여 TV 데뷔 공연을 펼쳤다. 이 날 쇼에서 휴스턴은 브로드웨이 뮤지컬 The Wiz의 삽입곡인 "Home"을 독창했고, 그녀의 어머니와 함께 듀엣으로 아레사 프랭클린의 히트곡들―"I Say a Little Prayer", "Ain't No Way", "You Send Me"―을 메들리로 불렀다.
휴스턴은 아리스타와 계약을 체결했지만 데뷔 앨범 작업을 즉시 시작하지는 않았다. 아리스타 측은 다른 레코드사들이 그녀와 계약 체결을 하지 않도록 확실히 하고 싶어 했고, 데이비스는 휴스턴의 데뷔 앨범을 위해 제대로 된 곡들과 딱 맞는 프로듀서들을 찾고자 했다. 어떤 프로듀서들은 미리 약속된 작업으로 인해 그녀의 데뷔 앨범 프로젝트를 거절하기도 했다. 휴스턴은 아리스타와 계약 체결 후 테디 팬더그래스, 저메인 잭슨의 앨범에 게스트 보컬리스트로 참여했고 팬더그래스와의 듀엣곡인 "Hold Me"는 1984년에 싱글로 발매되어 빌보드 R&B 싱글 차트 5위, 어덜트 컨템포러리 차트 6위를 기록하며 그녀에게 첫 번째 성공을 안겨 줬다.(저메인 잭슨과의 듀엣곡은 "Take Good Care of My Heart") 이 두 곡의 듀엣곡들은 후에 그녀가 그래미상 '최우수 신인상'(Best New Artist) 후보 지명 경합에서 자격을 상실하는 근거가 되었다. 두 곡 모두 이듬해 발표된 휴스턴의 데뷔 앨범에 수록되었다.

### 1985-86: 데뷔 앨범Whitney Houston과 국제적인 명성
휘트니 휴스턴은 2년간의 준비 끝에 1985년 2월, 마이클 매서, 카시프, 저메인 잭슨, 나라다 마이클 월든과 같은 프로듀서들이 참여한 데뷔 앨범 Whitney Houston을 발표하였다. 미국의 대중음악 잡지인 <롤링 스톤>(Rolling Stone)은 휴스턴을 "몇 년간 등장한 신인들 가운데 가장 주목할 만한 목소리를 지닌 가수"라고 칭찬했고, <뉴욕 타임즈>(The New York Times)는 그 앨범을 "특출한 보컬 재능으로 선보인 인상적이면서도 보수적인 색채의 앨범"이라 평했다. 아리스타 레코드사는 앨범에서 미국, 영국, 그 외 다른 유럽 국가들에서 각기 다른 세 개의 싱글들을 첫 싱글로 내세우며 그녀의 데뷔 앨범을 홍보했다. 먼저 영국에서는 댄스 펑크 장르의 "Someone for Me"를 첫 싱글로 발표했으나 싱글 차트 진입에는 실패했고, 네덜란드와 벨기에와 같은 나라에서는 팝 발라드 "All at Once"가 첫 싱글로 발표되어 싱글 차트 Top 5에 오르는 성공을 거뒀다.
미국에서는 흑인음악 시장에서 먼저 휴스턴의 입지를 다지기 위해서 R&B/소울 발라드 "You Give Good Love"를 앨범의 첫 싱글로 발매하였다. 그 곡은 미국 외 지역에서는 히트가 될 정도의 큰 주목을 받지는 못했으나 미국에서는 빌보드 핫 100 차트 3위, 알앤비 싱글 차트에서는 1위에 오르며 이후 그녀의 상업적 성공에 큰 발판이 되었다. 첫 싱글의 성공으로 미국에서 데뷔 앨범의 판매량이 서서히 증가하는 가운데, 휴스턴은 클럽 무대와 여러 가수들의 콘서트에서 오프닝 공연을 맡으며 자신의 앨범을 홍보해 나갔고, 당시 무명의 흑인 가수들에게는 출연조차 어려웠던 심야 TV 토크쇼에서 공연하는 기회를 가졌다. 데뷔 앨범에서의 두 번째 싱글은 팝/소울 발라드 "Saving All My Love for You"였고, 그 곡은 미국과 영국의 싱글 차트에서 모두 1위를 차지하며 양국에서 기록한 그녀의 첫 번째 1위 곡이 되었다. 알앤비 라디오 방송국들에서의 홍보를 위해 소량 제작된 프로모 싱글 "Thinking About You"가 알앤비 싱글 차트에서 10위에 오른 뒤 팝 댄스곡 "How Will I Know"가 앨범에서 공식적인 세 번째 싱글로 발표되었다. 이 곡은 빌보드 핫 100, 알앤비 싱글 차트, 어덜트 컨템포러리 차트에서 모두 1위를 차지하는 인기를 누렸고, 그 곡의 뮤직비디오는 당시 유색 인종 가수들의 뮤직비디오는 차별적으로 방영하지 않고 있다는 신랄한 비판에 직면해 있던 MTV에서도 흑인 여성 가수의 뮤직 비디오로서는 보기 드물게 많은 방영 횟수를 기록하며, 이후에 등장하는 모든 팝/알앤비 여자 가수들의 MTV 등장에 큰 발판을 마련했다.
1986년 봄, 싱글곡들의 연속적인 대성공, 그래미상의 수상 등에 힘입어 앨범 Whitney Houston은 발매된 지 거의 1년 만에 빌보드 200 앨범 차트에서 1위에 올랐고, 이후 14주간 그 자리를 지켰다. 앨범에서의 네 번째이자 마지막 싱글이었던 "Greatest Love of All"이 5월 빌보드 싱글 차트 1위에 올라 3주간 정상을 지키면서 휴스턴은 데뷔 앨범에서 세 곡의 1위 곡을 배출한 첫 번째 여성 가수가 되었다. 1986년 빌보드지 연말 결산 차트에서 휘트니 휴스턴은 '올해의 아티스트'(No.1 Artist of the Year)로 선정되었고, 데뷔앨범은 '올해의 앨범'(No.1 Album of the Year)으로 선정되어 빌보드지 역사상 최초로 여성 가수의 앨범이 연말 결산 차트 1위에 오르는 기록을 세웠다. 차트에서의 대성공, 그녀의 첫 번째 세계 투어였던 Greatest Love Tour의 성공으로 인해 휴스턴은 국제적인 명성을 얻게 되었고, 그녀의 데뷔 앨범은 기록적인 판매량을 기록하게 되었다. 앨범 Whitney Houston은 미국 음반 산업 협회(RIAA)로부터 13×플래티넘 인증을 받았고, 전 세계적으로 2,500만 장 이상 팔려나가 팝 역사상 가장 많이 팔린 데뷔 앨범으로 기록되었다.
1986년 2월, 제28회 그래미상 시상식에서 휴스턴은 '올해의 앨범'(The Album of the Year)을 포함하여 3개 부문의 후보로 지명되었고, 그 가운데 "Saving All My Love for You"로 그녀 생애의 첫 번째 그래미상인 '팝 부문 최우수 여자 보컬상(Best Pop Vocal Performance, Female)'을 수상했다. 또한 그 시상식에서의 "Saving All My Love for You" 공연으로 에미상에서 '버라이어티 또는 음악 프로그램 부문에서의 가장 뛰어난 개인 공연상'(Outstanding Individual Performance in a Variety or Music Program)을 수상했다. 휴스턴은 1986년과 1987년 아메리칸 뮤직 어워드에서 각각 2개, 5개의 상을 수상했으며, 1987년 29회 그래미상에서도 "Greatest Love of All"로 '올해의 레코드'(Record of the Year) 부문의 후보 지명을 받았다. 앨범 Whitney Houston은 <롤링 스톤>지가 선정한 '역사상 가장 위대한 500장의 앨범' 중 하나(257위)로 선정되었고, 로큰롤 명예의 전당에서 선정한 최고의 앨범 200 리스트에도 순위에 올랐다(46위). <로스앤젤레스 타임즈>의 데니스 헌트는 휘트니 휴스턴의 데뷔 앨범 성공이 그 이후에 등장한 자넷 잭슨과 아니타 베이커와 같은 흑인 여성 가수들이 주류 팝 음악계에서 대형 스타가 되는데 큰 밑거름이 되었다고 평가했다.

### 1987-89:Whitney, 세계적인 크로스오버 슈퍼스타
데뷔 앨범의 기록적인 성공으로 휴스턴의 후속작에 대한 사람들의 기대가 높아진 가운데, 1987년 5월 그녀의 두 번째 앨범 Whitney가 발표되었다. 데뷔 앨범에서 "How Will I Know"를 제작했던 나라다 마이클 월든이 2집에서는 메인 프로듀서로 전면에 나섰고, 전작의 프로듀서였던 마이클 매서와 카시프가 다시 한번 앨범 제작에 참여했다. 또한 당시 여러 가수들의 댄스 히트곡 제작자로 유명했던 젤리빈 베니테즈가 프로듀서로서 이름을 올렸다. 앨범이 발표되자 일부 비평가들은 앨범의 수록곡들이 전작의 히트곡들과 흡사하다며 비판을 가했고, 특히 <롤링 스톤>지는 "그녀의 재능이 좁은 통로만을 겨냥하고 있다는 것이 절망적이다"라며 상업적인 성공만을 염두에 둔 듯한 수록곡들에 불만을 표시했다. 그러나 2집은 비평가들의 이러한 음악적 평가와는 달리 음반 시장에서는 발매와 동시에 폭발적인 인기를 얻었다. 그 앨범은 1987년 6월 27일 자 빌보드 앨범 차트에서 여자 가수의 앨범으로서는 최초로 발매와 동시에 1위에 데뷔하는 신기록을 수립했고, 영국 앨범 차트에서도 1위로 데뷔하며 미국과 영국 앨범 차트에서 모두 1위로 데뷔한 첫 번째 앨범이 되었다. 미국과 영국 이외에도 네덜란드, 뉴질랜드, 독일, 스웨덴, 스위스, 오스트레일리아, 오스트리아, 이탈리아, 캐나다 등의 각국 앨범 차트에서 모조리 1위에 오르며 전 세계적인 인기를 얻었다. 첫 싱글 "I Wanna Dance with Somebody (Who Loves Me)" 역시 앨범의 인기와 함께 전 세계 싱글 차트에서 대성공을 거두었다. 빌보드 핫 100 차트에서 2주간 정상에 오르며 그녀의 네 번째 1위 곡이 되었고, 독일, 영국, 오스트레일리아를 비롯한 많은 국가들의 싱글 차트에서 1위를 차지했다. "I Wanna Dance" 싱글은 당시 전 세계적으로 420만 장 이상이 판매되어 "I Will Always Love You"가 나오기 전까지 휴스턴의 최고 히트곡이었다. 이후 앨범에서 발표된 세 장의 싱글, "Didn't We Almost Have It All", "So Emotional", 그리고 "Where Do Broken Hearts Go"가 차례로 핫 100차트에서 1위에 올라 이전까지 6곡을 연속으로 1위에 올렸던 비틀즈와 비지스의 기록을 깨며 휴스턴은 팝 역사상 최초로 7곡을 연속으로 싱글 차트 1위에 올리는 신기록을 수립하였고, 한 장의 앨범에서 4곡의 1위 곡을 배출한 최초의 여자 가수가 되었다. 앨범 Whitney는 2020년 10월 미국 음반 산업 협회(RIAA)로부터 10×플래티넘 인증을 받아 휴스턴은 3장의 다이아몬드 앨범을 가진 첫 번째 흑인 아티스트가 되었고, 이 앨범은 현재까지 전 세계적으로 2,000만 장 이상의 판매고를 올렸다.
1988년 제30회 그래미상 시상식에서 휴스턴은 '올해의 앨범' 부문을 포함하여 세 개 부문의 후보로 지명되었고, "I Wanna Dance with Somebody (Who Loves Me)"로 그녀의 두 번째 그래미상인 '팝 부문 최우수 여자 보컬상'을 수상했다. 또한 1988년과 1989년에 각각 2개씩의 아메리칸 뮤직 어워드를 수상했고, 한 개의 소울 트레인 뮤직 어워드를 받았다. 2집을 발매한 뒤 곧바로 그녀는 북미지역을 돌며 Moment of Truth World Tour를 시작했고, 이 투어는 2,000만 달러 이상의 수입을 거두며 1987년 한 해 가장 많은 수익을 올린 10개의 투어 중 하나가 되었다. 휴스턴은 1986년에서 87년까지 벌인 투어와 발표한 앨범들의 대성공으로 <포브스>지에서 선정한 그 해 가장 많이 돈을 번 연예인 리스트에서 8위에 올랐다. 그 순위는 전체 흑인 여성 연예인 중 1위였고, 전체 흑인 연예인 중에서는 빌 코스비와 에디 머피에 이은 순위였다.
휴스턴은 넬슨 만델라와 그가 이끌었던 반(反) 아파르트헤이트 운동의 지지자였다. 그녀는 모델로 활동할 당시, 유색인종에 대한 인종차별정책을 펴고 있던 남아프리카 공화국과 거래하는 에이전시와는 일하지 않았다. 1988년 6월 11일, Moment of Truth World Tour 유럽 일정 중에 그녀는 다른 음악인들과 함께 당시 투옥 중이었던 넬슨 만델라의 70회 생일을 기념하기 위해 런던의 웸블리 스타디움에서 열린 자선 콘서트에 참여했다. 72,000명 이상의 관중들이 입장한 이 콘서트는 전 세계 10억 명 이상의 사람들이 시청했고, 아파르트헤이트에 대한 인식을 일깨우며 100만 달러 이상이 모금된 거대한 규모의 행사였다. 그녀는 그 해 8월 다시 미국으로 건너가 뉴욕의 매디슨 스퀘어 가든에서 흑인연합장학재단(United Negro College Fund)을 위한 콘서트를 열어 25만 달러를 모아 기부했다. 같은 해에 그녀는 1988 서울올림픽의 NBC 방송을 위한 노래인 "One Moment in Time"를 발표하여 미국 싱글 차트 5위를 기록했고, 독일과 영국에서는 정상에 올랐다. 1988년에 계속된 유럽과 아시아 지역에서의 투어 수익으로 휴스턴은 <포브스>지 집계 1987-88년에 가장 돈을 많이 번 연예인 톱 20 리스트에 그 이름을 올렸다. 1989년, 휴스턴은 노숙이나 암, 에이즈 등의 질병으로 어려움을 겪고 있는 전 세계의 어린이들을 돕기 위한 기금 마련을 위해 비영리단체인 '어린이들을 위한 휘트니 휴스턴 재단'(The Whitney Houston Foundation For Children)을 설립했다.
두 장의 앨범이 대성공을 거두면서 그녀는 의심할 여지없이 마이클 잭슨의 뒤를 이어 전 인종, 전 계층으로부터 인기를 얻는 세계적인 크로스오버 슈퍼스타가 되었다. 그러나 몇몇 흑인 비평가들은 그녀를 '상업적인 성공을 위해 흑인 음악인으로서의 정체성을 버렸다'(selling out), '백인들로부터 호감을 얻기 위해 흑인 문화를 배신했다'(acting white)고 비판하며 그녀의 음악에서 흑인적인 소울이 부족함을 지적했다. 1989년 소울 트레인 뮤직 어워드 시상식에서는 그녀의 이름이 후보자로 불리자 객석에서 야유가 터져 나오기도 했다. 그녀는 이러한 비판에 대해 1990년 12월 대중문화잡지 에센스(Essence)와의 인터뷰에서 "나는 노래하는 법을 알뿐이다. 음악은 피부색이 아니다."라고 말하며 "음악계에서 긴 생명력을 갖고자 한다면, (좀 더 많은 사람들에게 다가가는) 어떤 방식이 있다. 난 그렇게 했고 부끄럽지 않다"라고 답했다. 1991년 5월, 잡지 에보니(Ebony)와의 인터뷰에서는 그 사건에 대해 그녀가 짧은 기간 동안 너무 많은 상을 수상했기 때문에 "그들[객석에서 야유했던 사람들]은 내게 넌더리가 났고 내가 상을 타는 걸 더 이상 원하지 않았다. 난 좋지도 고맙지도 않았다. 무시해 버리면 그만이다"라고 말하기도 했다.

### 1990-91:I'm Your Baby Tonight, "The Star Spangled Banner"

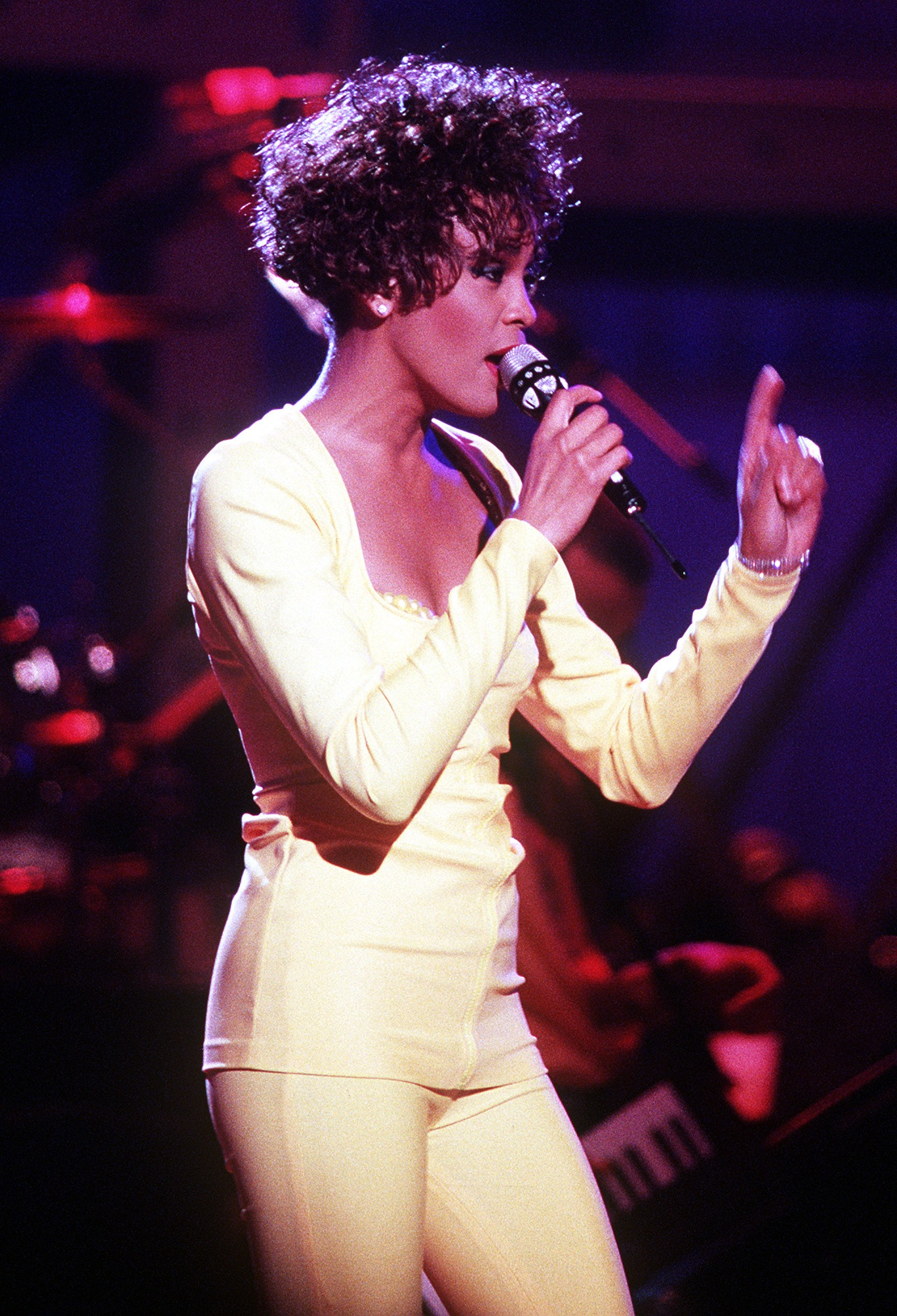
1991년 Welcome Home Heroes 콘서트에서 "Saving All My Love for You"를 공연하고 있는 휘트니 휴스턴

휴스턴은 1990년 11월에 발매된 세 번째 앨범 I'm Your Baby Tonight에서 좀 더 도회적인 느낌의 알앤비/소울 곡들을 대거 수록하며 음악적 변신을 꾀했다. 앨범에는 엘에이 레이드, 베이비페이스, 스티비 원더, 루서 밴드로스와 같은 흑인음악계의 거물들이 프로듀서로서 참여했고, 그녀 역시 처음으로 프로듀서로 이름을 올리기도 했다. 소울풀한 발라드곡들과 리드미컬하고, 그루브가 한층 강화된 업템포 댄스 트랙들에서 그녀는 자신의 다재다능함을 드러냈다. 그러나 이러한 변신과 노력에도 불구하고 앨범에 대한 평가는 엇갈렸다. <롤링 스톤>은 "그녀의 앨범들 중 가장 통합된 앨범"이라고 평가한 반면 <엔터테인먼트 위클리>는 그녀의 음악적 방향 전환을 "피상적"이라고 평가했다. 3집 역시 전작들과 마찬가지로 여러 곡의 히트곡들을 배출했다. 첫 싱글 "I'm Your Baby Tonight"과 두 번째 싱글 "All the Man That I Need"는 모두 빌보드 핫 100과 알앤비 싱글차트의 정상을 차지했고, 후속 싱글 "Miracle"과 "My Name Is Not Susan"은 핫 100차트에서 각각 9위와 20위를 기록했다. 1993년 그래미상에서 '알앤비 부문 최우수 여자 보컬상'(Best R&B Vocal Performance, Female) 후보 지명을 받은 "I Belong to You"는 알앤비 싱글차트에서 10위까지 올랐고, 스티비 원더와의 듀엣곡 "We Didn't Know"는 같은 차트에서 20위를 기록했다. 앨범은 빌보드 200 앨범차트에서는 최고 순위 3위, 알앤비 앨범차트에서는 8주간 1위를 기록했고, 미국 음반 산업 협회로부터 4×플래티넘 인증을 받으며 세계적으로 1,200만장 이상이 팔렸다.
걸프전이 한창 벌어지고 있던 1991년 1월 27일, 휘트니 휴스턴은 마이애미 탐파 스타디움에서 개최된 제25회 수퍼볼 경기에서 미국 국가인 "The Star Spangled Banner"를 공연했다. 공연 직후 라디오 방송국과 레코드사에 그녀의 공연 버전을 다시 듣게 해달라는 요청이 쇄도하는 동안, 공연 관련자들의 입을 통해 '그 공연은 립싱크 공연이었다', 혹은 '그녀가 꺼져 있는 마이크를 통해 실제 라이브로 노래했지만 경기장에서 들었던 것은 스튜디오 레코딩 버전이었다'는 보도들이 나왔다. 휴스턴측 대변인은 "이것은 밀리 바닐리 사건과는 다른 것이다. 그녀는 마이크가 꺼져 있는 상태에서 라이브로 노래했다. 그것은 부분적으로 소음이 섞일 것에 대비한 기술적인 결정이이었으며 이것은 이러한 행사의 보통적인 절차이다"라고 발표했다. 이 공연은 많은 대중들의 요청으로 상업적인 싱글과 비디오로 만들어져 발매되었고, 핫 100 차트에서 20위에 오르며 그녀는 미국 국가로 가장 높은 차트 순위에 오른 가수가 되었다.(이전까지는 1968년 11월 호세 펠리시아노의 버전이 50위에 오른 것이 최고 기록이었다.) 휴스턴은 싱글과 비디오로 거둔 수익 50만 달러를 걸프전 참전 군인들을 돕기 위한 재단(American Red Cross Gulf Crisis Fund)에 기부했다.
휴스턴의 슈퍼볼 미국 국가 공연은 많은 비평가들로부터 '역사상 최고의 미국국가 공연'이었다는 찬사를 얻었고 다른 가수들의 미국 국가 공연 시 평가 기준이 되었다. <롤링 스톤>은 "그녀의 공연은 강력한 애국심을 불러일으킬만한 것이었다. 잊을 수 없는 공연"이었다고 평했고, VH1은 그 공연을 TV를 통해 방영된 100개의 가장 위대한 로큰롤 순간들, TV를 뒤흔든 100개의 순간들 중 하나로 선정했다. 2001년 9·11 테러가 있은 직후, 이 공연은 싱글로 재발매되어 그 수익금 전체가 테러 공격의 희생자들을 위해 기부되었다. 이 싱글은 재발매되었던 당시 핫 100 차트에 재진입하여 최고 순위 6위를 기록했고, 120만장 이상의 판매고를 올리며 미국 음반 산업 협회로부터 플래티넘 인증을 받았다.
1991년 3월, 휴스턴은 HBO와 함께 걸프전 참전 군인들과 그들의 가족들을 위해 Welcome Home Heroes with Whitney Houston 콘서트를 개최했다. 3,500명의 군인들과 가족들이 참석한 가운데 펼쳐진 이 공연은 HBO에 의해 생중계되었고, HBO 측에서 모든 사람들이 볼 수 있도록 시청 제한을 풀어 HBO 역사상 가장 높은 시청률을 기록했다. 그 후 그녀는 그 해 가을까지 세 번째 월드투어인 I'm Your Baby Tonight World Tour를 통해 미국과 유럽, 일본 등지를 오가며 100회 이상의 공연을 펼쳤다.

### 1992-94: 바비 브라운과의 결혼,The Bodyguard
휴스턴은 1980년대에 미식축구 스타 랜달 커닝햄과 연인 사이였고, 배우 에디 머피와는 데이트를 즐기기도 했다. 그런 후 1989년 소울 트레인 뮤직 어워드 시상식장에서 R&B 가수 바비 브라운과 만났고 그와 3년 간의 교제 후 1992년 7월 18일 결혼했다. 그녀는 1993년 3월 4일, 그와의 사이에서 딸 바비 크리스티나 휴스턴 브라운을 출산했다.(휴스턴에게는 첫 번째이자 유일한 자식이었고, 브라운에게는 네 번째 아이였다.)
1980년대에 두 장의 앨범으로 음악계에서 큰 성공을 거둔 이후 그녀에게 영화 출연 제의가 쏟아졌고 그 중에는 로버트 드니로, 퀸시 존스, 스파이크 리 등과 같은 영화계 유명 인사들과의 작업도 포함되어 있었다. 그녀가 첫 번째 주연을 맡은 영화는 1992년에 발표된 《보디가드》(The Bodyguard)였다. 케빈 코스트너가 상대역을 맡은 이 영화에서 그녀는 한 미치광이 팬에게 스토킹을 당하는 인기 가수 레이철 매런을 연기했다. 이 영화에서 다룬 흑백 남녀 간의 사랑은 그 동안 할리우드 영화에서 금기시 되던 주제 중 하나였는데 휴스턴의 크로스오버 이미지는 관객들이 그것에 크게 신경쓰지 않도록 만들었다. 그러나 몇몇 사람들이 영화 광고와 포스터에서 흑백인종 간의 관계를 숨기기 위해 휴스턴의 얼굴을 의도적으로 보이지 않게 한 것이 아니냐는 의문을 제기하면서 논쟁이 발생했다. 휴스턴은 1993년 <롤링 스톤>지와의 인터뷰에서 이에 대해 "사람들은 휘트니 휴스턴이 누구인지 안다. 나는 흑인이다. 그것은 누구라도 숨길 수 없는 사실이다"라고 설명했다. 이 영화에서 선보인 휴스턴의 연기는 좋은 평가를 받지 못했다. 그녀는 1993년 골든 래즈베리상에서 '최악의 여우주연상' 후보에 올랐고, <워싱턴 포스트>지로부터는 "터무니 없이 겪게 되는 일 속에서도 아무 탈 없이 나오는 것이 가능하다는 듯이 휴스턴 자신을 연기하고 있을 뿐이다"라고 혹평을 들었다. <뉴욕 타임즈>는 휴스턴이 영화상에서 열정이 부족해 보인다고 지적했다. 영화에 대한 엇갈린 평가에도 불구하고, 박스오피스에서는 엄청난 성공을 거뒀다. 영화는 미국에서만 1억 2천만 달러가 넘는 수익을 올렸고, 전 세계적으로는 4억 천만달러의 흥행 수입을 올렸다. 한국에서도 1992년 12월 5일 개봉되어 서울에서만 백만명이 넘는 관객들 동원(서울 개봉관 공식 집계 관객수는 747,238명)하며 당시 최고의 흥행을 기록했다.
영화의 사운드트랙 역시 기록적인 성공을 거두었다. 휴스턴은 사운드트랙에 총 6곡에 참여하였고, 그녀가 부른 곡들은 전 세계적으로 공전의 히트를 기록했다. 휴스턴이 부른 곡들 가운데 컨트리 여성가수 돌리 파튼이 1974년에 만들어 발표했던 "I Will Always Love You"가 첫 싱글곡으로 발매되었다. 휴스턴의 이 리메이크 버전이 발표되자 많은 비평가들은 찬사를 쏟아냈고, 그녀를 대표하는 곡이자 상징하는 곡으로 간주했다. <롤링 스톤>지와 <USA 투데이>지는 그 곡을 "역작"이라 표현했다. 싱글은 핫 100 차트 등장 3주 만에 1위에 올라 14주간 연속 그 자리를 지키며 차트 역사상 최장기간 1위에 오른 곡으로 기록되었고, 알앤비 싱글차트에서도 11주간 1위에 올라 역시 당시 최장기간 1위 기록을 깨뜨렸다. 이 노래는 1992년 12월 마지막 주에 632,000장의 싱글이 팔리며 여자가수의 곡으로는 한 주 최다 판매량 기록을 경신했고, 미국에서만 450만장 이상의 피지컬 싱글 판매량을 보이며 여성가수의 곡으로는 가장 많이 팔린 싱글이 되었다. 또한 미국음반산업협회(RIAA)에 의해 4×플래티넘 인증을 받아 여자가수의 곡으로는 RIAA 역사상 최초로 그 레벨의 인증을 받은 곡이 되었다.(2004년 디지털 음원 인증 이전 시대의 기록) 영국에서도 162만장의 싱글 판매량을 기록하며 싱글차트 정상을 차지했고 10주간 1위 자리를 지키며 영국 싱글차트 역사상 여성 솔로가수의 곡으로는 가장 오랫동안 정상을 차지한 곡이 되었다. 이 곡은 미국과 영국 외에도 거의 모든 국가의 싱글차트에서 1위를 차지하며 전 세계적인 인기를 누렸고, 현재까지 2,000만장이 넘는 판매고를 올리며 여성 솔로 가수의 곡으로는 역사상 가장 많이 팔린 싱글로 기록되고 있다. "I Will Always Love You"가 핫 100 차트에서 계속 10위 안에 머무르고 있는 동안 후속 싱글 "I'm Every Woman"(최고 순위 4위, 샤카 칸의 곡을 리메이크)과 "I Have Nothing"(최고 순위 4위)이 차례로 발표되어 1993년 3월 3주간 세 곡이 동시에 톱 11안에 머물렀고, 휴스턴은 그러한 기록을 세운 최초의 여성 가수가 되었다. 앨범에서 마지막 싱글로 발표된 "Run to You"는 핫 100 차트에서 31위에 올랐다.
사운드트랙 앨범은 빌보드 200 앨범차트에서 등장 2주만에 정상에 올라 1993년 봄까지 20주 동안 1위 자리를 지켜 닐슨 사운드스캔에 의해 판매량 집계가 시작된 1991년 이후 최장 기간 1위에 오른 앨범이 되었고, 그 기록은 2012년 아델의 21 앨범이 24주간 1위에 오를 때까지 유지됐다. 또 1992년 크리스마스가 낀 그 주에는 1,061,000장이 팔리며 닐슨 사운드스캔 집계가 시작된 이래로 한 주 판매량 100만장을 넘긴 첫 번째 앨범이 되었다. 사운드트랙은 미국 음반 산업 협회(RIAA)로부터 18× 플래티넘을 인증받았고, 20세기 가장 많이 팔린 사운드트랙 앨범으로 기록되었다. 닐슨 사운드스캔에 따르면 이 앨범은 2014년 10월까지 미국 내에서만 1,214만장이 팔려나간 것으로 집계되었고, 그것은 1991년 집계가 시작된 이후 앨범 판매량 순위에서 6위에 해당하는 기록이다. 이 앨범은 한국에서도 120만장 이상이 팔리며 외국가수의 음반으로서는 최다 판매량 기록을 세웠다. 보디가드 사운드트랙은 현재까지 전 세계적으로 4,500만장 이상이 팔려 역사상 가장 많이 팔린 사운드트랙 앨범으로 기록되고 있다.

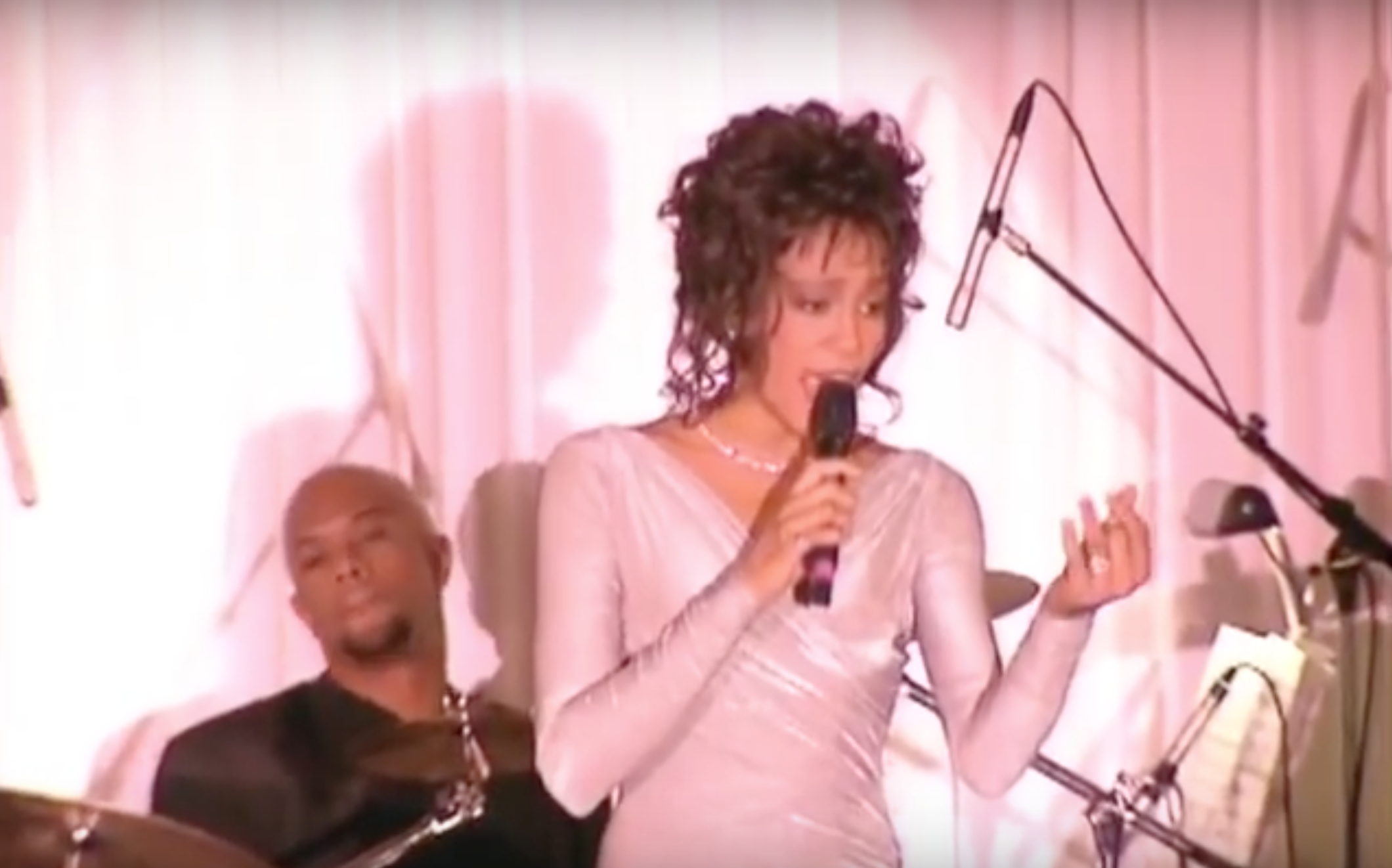
1994년 넬슨 만델라의 미국 방문을 기념하는 백악관 만찬에서 공연 중인 휴스턴

휘트니 휴스턴은 사운드트랙의 대대적인 성공으로 1993과 1994년에 열린 각종 음악 시상식에서 주요 부문을 석권했다. 1994년 36회 그래미상 시상식에서는 본상인 '올해의 앨범(The Bodyguard Soundtrack)'과 '올해의 레코드'("I Will Always Love You")상을 포함하여 3개 부문의 상을 수상했고, 1994년 21회 아메리칸 뮤직 어워드에서는 공로상을 비롯해 8개 부문의 상을 수상하여 한 해 최다부문 수상 기록을 세웠다. 그 외 11개의 빌보드 뮤직 어워드, 3개의 소울 트레인 뮤직 어워드, 5개의 NAACP 이미지 어워드, 1개의 브릿 어워드, 5개의 월드 뮤직 어워드 등을 수상했다. 영화와 사운드트랙의 성공 이후 그녀는 곧바로 또 한 번의 대규모 세계 투어인 The Bodyguard World Tour에 나서 120회가 넘는 공연을 펼쳤다. 휴스턴은 영화, 공연, 음반 등에서 거둔 3,300만 달러의 수익으로 1993-94년 기간 동안 오프라 윈프리, 바브라 스트라이샌드에 이어 세 번째로 많은 수입을 올린 여성 연예인이 되었다.
1994년 10월, 휴스턴은 아파르트헤이트가 철폐된 남아프리카 공화국에서 새로운 대통령으로 선출된 넬슨 만델라의 미국 방문을 기념하는 백악관 만찬에 공연자로 참석하여 "Love's in Need of Love Today", "People", "Greatest Love of All"과 같은 곡들을 불렀다. 1994년 11월, 그녀는 넬슨 만델라의 대통령 선출을 기념하기 위해 남아프리카 공화국의 세 개 도시에서 Whitney―The Concert for a New South Africa로 이름 붙여진 세 번의 콘서트를 개최하며 20만명이 넘는 관객을 동원했다. 휴스턴은 만델라의 선출 이후 새로 통합된 남아프리카 공화국을 방문한 첫 번째 주요 뮤지션이었고, 그녀의 공연은 만델라 취임식 이후 가장 크게 펼쳐진 미디어 행사로 간주되었다. 세 번의 공연 가운데 11월 12일 요하네스버그에서 치러진 콘서트가 HBO를 통해 생중계되었고, 공연 수익은 모두 남아프리카 공화국의 자선활동을 위해 기부되었다.

### 1995–97: 영화 활동과 사운드트랙,Waiting to Exhale,The Preacher's Wife그리고Cinderella
1995년 휴스턴은 그녀의 두 번째 영화 《사랑을 기다리며》(Waiting to Exhale)에서 앤절라 배싯, 로레타 더바인, 릴라 로숀과 공동 주연을 맡았다. 이 영화는 다양한 인간 관계 속에서 어려움을 겪는 네 흑인 여성 이야기를 다뤘고, 휴스턴은 영화 상에서 유부남과 사랑에 빠지는 TV 프로듀서 서배너 잭슨 역을 맡았다. 그녀는 이 영화가 "흑인 여성들의 이미지를 위한 돌파구"가 될 것이라고 보았기 때문에 출연을 결정했다고 밝히며 "전문가로서의 면모와 배려심 많은 엄마로서의 모습을 모두 보여준다"고 말했다. 영화의 흥행 성공―개봉 첫 주 미국 박스오피스 1위, 미국 내 수입 6,700만 달러, 전 세계 수입 8,100만 달러―은 흑인을 주 관객층으로 목표하고 제작한 영화도 성공할 수 있다는 것을 증명했고, 이후 《레게 파티》(1998)나 2000년대에 인기를 끈 타일러 페리의 영화들처럼 출연진 전원이 흑인인 영화도 상업적으로 성공할 수 있는 길을 열어 주었다. 또한 이 영화는 그간 여타 영화에서 틀에 박힌 전형으로만 그려지던 흑인 여성들을 중산층 시민들로 묘사했다는 데에서 주목을 받았다. 영화는 앙상블 캐스트로 긍정적인 평을 얻었다. <뉴욕 타임스>지는 "휴스턴은 《보디가드》에선 팝스타를 묘사하며 방어적이고 거만한 태도로 거리감을 형성했지만 이 영화를 통해 이를 떨쳐냈다"고 평했다. 휴스턴은 이 영화로 1996년 NAACP 이미지 어워드에서 '영화 부문 최우수 여우주연상'(Outstanding Actress in a Motion Picture)후보에 올랐다.
영화 사운드트랙은 휴스턴과 베이비페이스가 제작하였다. 베이비페이스는 원래 앨범의 수록곡 전부를 휴스턴이 레코딩하길 원했으나 그녀는 강한 여성에 관한 영화의 메시지에 잘 부합하도록 뛰어난 흑인 여성 보컬리스트들을 모아 앨범을 만들기를 원했다. 그 결과 앨범에는 휘트니 휴스턴 외에 메리 J. 블라이지, 토니 브랙스턴, 아레사 프랭클린, 패티 라벨, 브랜디 등 당대 실력파 알앤비 여성 가수들이 대거 참여하였다. 휴스턴의 "Exhale (Shoop Shoop)"은 1995년 11월 25일자 빌보드 핫 100 싱글차트에서 1위로 데뷔하며 마이클 잭슨의 "You Are Not Alone", 머라이어 캐리의 "Fantasy"에 이어 역사상 세 번째로 1위로 데뷔한 싱글이 되었다. 그 노래는 이후 11주간 2위에 머물어 2위에 최장 기간 머문 곡이 되었고, 알앤비 싱글차트에서는 역시 1위로 데뷔한 후 8주간 그 자리를 지켰다. 시시 와이넌스와의 듀엣곡 "Count on Me"는 핫 100차트에서 8위에 올랐고, 휴스턴이 사운드트랙에 참여했던 세 곡 중에서 마지막으로 싱글로 발표되었던 "Why Does It Hurt So Bad"는 최고 순위 26위를 기록했다. 앨범은 빌보드 200 앨범차트에서 1위로 데뷔하여 5주간 정상을 차지했고, 미국음반산업협회로부터 7× 플래티넘 인증을 획득했다. 사운드트랙은 평론가들로부터 훌륭한 평가를 받았다. <워싱턴 포스트>의 제프리 하임스는 "올해 최고의 팝, 어덜트 컨템포러리 앨범"이라고 평했고, <뉴욕 타임스>의 제임스 헌터는 이 앨범이 "새로운 리듬앤블루스의 상업적, 예술적 정점"이라고 말했다. <엔터테인먼트 위클리>는 "앨범은 휘트니 휴스턴이 부른 첫 트랙에 의해 틀이 잡혀 당신이 기대했던 것처럼 부드럽고 쉽게 진행된다. 이 사운드트랙은 감각적인 서스펜스에서 맴돌며 숨을 내쉬기를 기다린다"라고 언급했고, 2011년 발표한 '100장의 최고 영화 사운드트랙' 순위에서 이 앨범을 88위로 선정했다.
1996년, 휴스턴은 《프리쳐스 와이프》(The Preacher's Wife)에서 덴절 워싱턴과 함께 주연을 맡아 가스펠을 부르는 목사 아내를 연기했다. 이 영화는 로레타 영, 데이비드 니븐, 케리 그랜트가 주연한 1948년작 《주교의 부인》에 기초한 작품이었다. 휴스턴은 이 역을 맡으며 출연료로 1,000만 달러를 받아 당시 할리우드에서 출연료가 가장 높은 여배우들 중 한 명이 되었다. 흑인 출연진으로 채워진 영화는 미국 박스오피스에서 4,800만 달러가 넘는 수입을 거두었다. 《프리쳐스 와이프》에서 휴스턴이 보인 연기는 이전 출연작보다 훨씬 좋은 평을 받았다. <샌프란시스코 크로니클>은 "휴스턴은 도덕적이면서 동시에 교태를 부리는 특별한 재능을 보여주며 (영화에서 천사 역을 맡은 덴절 워싱턴보다 더) 천사같은 그녀 자신을 드러낸다"고 언급했고, "그녀는 영화 상에서 온화하지만 활기찬 따뜻함을 물씬 풍긴다. 특히나 멋진 목소리로 주를 찬양하는 노래를 부를 때 더욱 두드러진다"고 덧붙였다. 휴스턴은 이 영화에서 선보인 연기로 NAACP 이미지 어워드에서 '영화 부문 최우수 여우주연상'을 수상했다.
영화 사운드트랙은 휴스턴과 머빈 워런이 공동 제작한 가스펠 곡들로 채워졌다. 한 애틀랜타 교회에서 조지아 미사곡 합창단과 함께 녹음한 6곡 외에 가스펠계 전설 셜리 시저와의 듀엣곡도 수록되었다. 앨범 평은 대체로 호의적이었다. <USA 투데이>지를 비롯한 몇몇 매체에서는 휴스턴의 노래에서 드러나는 감정의 깊이에 주목했고, 영국 <타임스>지는 "그녀가 35인조 조지아 미사곡 합창단과 전력을 다해 노래를 부르는 것을 듣게 되면 그녀의 경이로운 목소리가 무엇을 위해 만들어졌는지 깨닫게 될 것이다"라고 말했다. 사운드트랙은 미국 음반 산업 협회로부터 3× 플래티넘 인증을 받았고, 세계적으로 600만장 이상이 팔리며 역사상 가장 많이 팔린 가스펠 앨범으로 기록되었다. 앨범에서 발표된 첫 싱글 "I Believe in You and Me"는 핫 100 차트 4위까지 올랐고, 후속 싱글 "Step by Step"(15위)과 "My Heart Is Calling"(77위)도 소폭의 히트를 기록했다.
1997년, 휴스턴의 제작사는 브라운하우스 프로덕션으로 이름을 바꾸고 흑인 여성 제작자인 데브라 마틴 체이스를 영입했다. 당시 영화나 TV에서 미국 흑인들을 묘사하는 방식들이 점점 나아지고 있는 상황이긴 했지만 그들은 이전에는 스크린에 담아내지 못했던 미국 흑인들의 다양한 삶을 보여주는 것을 목표로 정했다. 그들의 첫 번째 프로젝트는 《로저스와 해머스타인의 신데렐라》를 TV 방송용으로 리메이크한 작품이었다. 휴스턴은 이 프로젝트에서 공동 제작자로 참여했고, 영화에도 요정대모 역으로 출연하여 브랜디, 제이슨 알렉산더, 우피 골드버그 등과 함께 연기했다. 휴스턴은 1993년에 이미 신데렐라역을 제안 받았으나 당시 다른 프로젝트로 인해 성사되지 못했다. 이 영화는 다양한 인종의 출연진들과 전형적이지 않은 메시지가 주목할만한 점이었다. ABC는 약 6천만명이 시청한 이 영화로 16년만에 가장 높은 시청률을 기록했다. 1998년 에미상에서 《신데렐라》는 '최우수 버라이어티, 뮤지컬 또는 코미디 스페셜' 부문을 비롯해 총 7개 부문의 후보로 지명되었다.
1997년 10월, 휴스턴은 워싱턴 D.C.의 역사적인 컨스티튜션 홀(Constitution Hall)에서 Classic Whitney Live from Washington, D.C.라고 명명된 2회의 콘서트를 개최했다. 이 콘서트에서 그녀는 아레사 프랭클린, 다이애나 로스, 디온 워릭과 같이 자신에게 영향을 미쳤던 선배 여성 가수들의 히트곡들과 여러 고전곡들을 공연했고, 두 번째 날 공연은 HBO를 통해 생중계되었다. 한국에서도 음악 채널인 Mnet을 통해 10월 5일자 공연이 녹화 방송된 바 있다. 이 공연에서 모금된 30만 달러는 어린이 보호기금에 기부되었다.

### 1998-2000:My Love Is Your Love,Whitney: The Greatest Hits
1990년대 초반과 중반의 대부분을 영화 출연과 사운드트랙 앨범 작업으로 보냈던 휘트니 휴스턴은 1998년 11월, 3집 I'm Your Baby Tonight 이후 8년 만에 정규 스튜디오 앨범 My Love Is Your Love를 발표했다. 원래는 몇 곡의 신곡을 담은 베스트앨범을 발매하려고 하였으나 녹음 작업에서 훌륭한 신곡들이 많아 새로운 정규앨범의 발표로 방향을 선회했다. 앨범은 단 6주 만에 녹음과 믹싱 작업을 마쳤고, 로드니 저킨스, 와이클리프 장, 미시 엘리엇 등이 프로듀서로서 참여했다. 휴스턴은 이 앨범에서 뛰어난 보컬 능력으로 어반 댄스, 힙합, 미드 템포 R&B, 레게, 감상적인 블루스곡, 발라드 등 모든 장르의 곡들을 능수능란하게 다뤘다. 앨범은 많은 평론가들로부터 호평을 받았다. <롤링 스톤>지의 롭 셰필드는 이 앨범을 가리켜 "그녀의 앨범들 중 가장 일관성 있는 앨범"이라 평했고, 빌리지 보이스(The Village Voice)는 "지금까지 가장 예리하고 가장 만족감을 주는 앨범"이라고 칭찬했다.
1998년 후반부터 2000년 초까지, 앨범에서 차례로 발매된 싱글들은 차트에서 큰 성공을 거뒀다. 머라이어 캐리와의 듀엣곡으로 발매 전부터 화제를 모았던 애니메이션 《이집트 왕자(The Prince of Egypt)》의 주제가 "When You Believe"가 첫 싱글로 발표되어 빌보드 Hot 100 차트에서 15위, 영국 싱글 차트 4위를 기록했고, 1999년 제71회 아카데미상에서 최우수 주제가상(Best Original Song)을 수상했다. 두 번째 싱글 "Heartbreak Hotel"은 페이스 에번스와 켈리 프라이스가 피처링한 곡으로 Hot 100에서 2위, R&B/Hip-Hop 차트에서 7주간 1위에 올랐다. 이 곡의 뮤직비디오는 1999년 MTV 비디오 뮤직 어워드에서 '최우수 R&B 비디오' 부문의 후보로 지명되었다. 세 번째 싱글 "It's Not Right But It's Okay"는 Hot 100 4위, 영국 싱글 차트 3위에 올랐고, 휴스턴은 이 곡으로 제42회 그래미상 시상식에서 그녀의 여섯 번째 그래미상인 'R&B 부문 최우수 여성 보컬상'(Best Female R&B Vocal Performance)을 수상했다. 앨범의 타이틀곡인 "My Love Is Your Love"는 Hot 100 4위, 영국 싱글 차트 2위에 올랐고, 전 세계적으로 300만 장 이상의 싱글 판매량을 올리는 빅 히트를 기록했다. 앨범의 다섯 번째 이자 마지막 싱글이었던 "I Learned from the Best"는 다이앤 워런이 곡을 쓰고, 데이비드 포스터가 프로듀스한 발라드로 Hot 100차트 27위, 영국 싱글차트 19위에 올랐다. 앨범에서 발표된 싱글들은 미국, 영국에서뿐만 아니라 국제적인 히트곡들이 되었고, "When You Believe"를 제외한 나머지 싱글들은 모두 빌보드 댄스/클럽 차트 1위에 오를 정도로 리믹스 버전도 큰 인기를 얻었다. 앨범은 발매 첫 주에 빌보드 200 앨범 차트에서 13위로 데뷔하며 최고 순위를 기록, 전작들의 차트 성적에는 미치지 못했으나 연이은 싱글곡들의 성공으로 꾸준히 차트에 머무르며 미국 음반 산업 협회로부터 4× 플래티넘 인증을 받았고, 현재까지 전 세계적으로 1,300만 장 이상이 팔려나갔다.
1999년 4월, 휘트니 휴스턴은 VH1 디바스 라이브 '99에 티나 터너, 셰어, 브랜디와 함께 주요 공연자 중의 한 명으로 참여했다. 같은 해 6월부터 11월까지는 미국과 유럽 지역에서 70개 도시를 돌며 My Love Is Your Love World Tour를 펼쳤다. 유럽 지역에서의 투어는 그 해 유럽에서 최고의 수입을 올린 실내 공연장 투어였다. 1999년 연말에 미국음반산업협회(RIAA)는 휴스턴을 '20세기 가장 많은 음반을 판 R&B 여성 가수'(Top-selling R&B Female Artist of the Century)로 선정했고(당시 5,100만 장의 판매 인증, 현재는 5,700만 장), 보디가드 사운드트랙은 '20세기 가장 많이 팔린 사운드트랙 앨범'(Top-selling Soundtrack Album of the Century)이라고 발표했다. 그녀는 또한 14회 소울 트레인 뮤직 어워드에서 '90년대의 여성 아티스트'(Artist of the Decade)상을 수상하였고, MTV 유럽 뮤직 어워드에서 최우수 R&B상을 받았다.
2000년 5월, 그녀의 첫 번째 베스트앨범인 Whitney: The Greatest Hits가 발매되었다. 앨범은 두 장의 디스크로 구성되었는데 하나는 히트 발라드곡들을 오리지널 버전으로 수록했고, 다른 한 장에는 업템포 히트곡들의 하우스/클럽 리믹스 버전들이 실렸다. 네 곡의 신곡―"Could I Have This Kiss Forever"(엔리케 이글레시아스와의 듀엣곡), "Same Script, Different Cast"(데버러 콕스와의 듀엣곡), "If I Told You That"(조지 마이클과의 듀엣곡) 그리고 "Fine"―과 이전 휴스턴의 앨범에는 수록되지 않았던 세 곡 ― "One Moment in Time", "The Star Spangled Banner", 그리고 "If You Say My Eyes Are Beautiful" (저메인 잭슨과의 듀엣곡, 1986년작)―이 포함되었다. 앨범과 함께 히트곡들의 뮤직비디오, 그동안 보기 힘들었던 휴스턴의 라이브 공연 장면들과 인터뷰를 담은 DVD와 VHS도 발매되었다. 앨범은 발매 첫 주에 빌보드 200 앨범 차트에서 최고 순위 5위로 데뷔했고, 영국 앨범 차트에서는 2주간 1위를 차지했다. 미국에서는 3× 플래티넘 인증을 받았고, 전 세계적으로 1,000만 장 이상의 판매량을 보였다. 휘트니 휴스턴 사후 이 앨범은 2012년 6월, RIAA로부터 5× 플래티넘 인증을 획득했다.

### 2000–05:Just Whitney와 개인적인 고난
휘트니 휴스턴은 팝계 데뷔 이후 1990년 중반까지 완벽한 이미지의 "착하고 바른 여성"으로서 인식되어 왔으나, 1990년대 후반에 접어들면서 그녀의 행동에 변화가 나타났다. 인터뷰나 사진촬영, 리허설 장소에 몇 시간씩 늦게 도착했고, 콘서트나 TV 토크쇼의 출연을 취소하는 경우도 있었다. 공연 취소, 급격한 체중 감소 등으로 그녀가 남편과 함께 마약을 복용하고 있다는 루머가 퍼져 나갔다. 2000년 1월 11일, 하와이 공항에서 공항 보안 요원이 그녀와 남편 바비 브라운의 짐에서 마리화나를 발견했으나 둘은 관계자가 도착하기 전에 그 자리를 떠 비행기에 탑승했다. 후에 휴스턴과 브라운에 대한 기소는 기각됐지만 커플의 마약복용 루머는 계속해서 표면화되었다. 두 달 뒤, 클라이브 데비이스가 로큰롤 명예의 전당에 헌액되는 행사에서 그녀는 공연하기로 예정되어 있었으나 나타나지 않았다.
얼마 지나지 않아 휴스턴은 72회 아카데미 시상식에서도 공연하기로 예정되어 있었으나 시상식의 음악감독이자 그녀의 오랜 친구였던 버트 배커랙에 의해 해고당했다. 그녀의 대변인은 공연의 취소 이유로 그녀의 목상태 문제를 언급했다. 작가 스티브 폰드는 그의 책 The Big Show: High Times and Dirty Dealings Backstage at the Academy Awards에서 "휴스턴의 목소리는 불안정했다. 그녀는 산만하고 초조한 것처럼 보였고 태도는 거의 반항하듯이 무성의했다"고 폭로하며 "Over the Rainbow"를 부르기로 되어 있었으나 다른 노래를 부르기 시작했다고 전했다. 그녀는 후에 해고당했음을 인정했다. 1년 뒤, 휴스턴의 오랜 보좌관이자 친구였던 로빈 크로포드가 휴스턴의 매니지먼트 회사에서 떠났다.
2001년 8월, 휴스턴은 아리스타/BMG와 6장의 새 앨범을 내고 로열티도 받는 조건으로 음반업계 역사상 가장 거액이었던 1억 달러에 음반 계약을 맺었다. 그 해 9월에는 마이클 잭슨의 음악경력 30년을 기념하는 특집쇼(Michael Jackson: 30th Anniversary Special)에서 공연했고 극도로 마른 체격의 모습으로 출연하여 마약 복용 루머는 더 확산되었다. 그녀의 대변인은 "휘트니가 가족 문제로 스트레스를 받는 상황에 있었고, 그런 상황 하에서는 음식을 먹지 못한다"라고 말했고 휴스턴은 예정된 두 번째 날 공연을 취소했다. 9·11 테러가 있은 수 주 뒤에 그녀의 "The Star Spangled Banner" 수퍼볼 공연 버전이 싱글로 재발매되었고 그 수익금은 테러로 희생된 사람들을 돕기 위한 여러 기관에 기부됐다. 노래는 1991년 이후 10년 만에 다시 Hot 100 차트에 진입해서 이전의 최고 순위를 넘어서며 6위를 기록했다.
2002년, 그녀는 존 휴스턴 엔터프라이즈와 법적인 분쟁에 휘말렸다. 회사는 그녀의 아버지 존 휴스턴이 그녀의 음악 활동을 관리하기 위해 설립했으나 실제로는 회장인 케빈 스캐너가 운영했다. 스키너는 계약 위반으로 그녀를 고소했고, 1억 달러에 달하는 소송을 제기했다. 스키너는 휴스턴이 아리스타 레코드사와의 음반 계약 협상과 법적인 문제들의 처리에 대한 보상금을 지불하지 않았다고 언급했다. 그녀는 81살의 아버지 존 휴스턴은 그 소송과 전혀 관계가 없다고 말했다. 스키너는 그렇지 않다고 주장했으나 존 휴스턴은 법정에 출두하지 않았다. 그녀의 아버지는 2003년 2월 사망했고, 스키너는 아무것도 얻지 못한 채 소송은 2004년 4월 5일 기각되었다.
2002년 겨울, 휴스턴은 곧 발매될 자신의 새 앨범을 홍보하기 위해 다이앤 소여와 인터뷰를 가졌다. 황금시간대에 편성된 그 특집 인터뷰에서 마약복용 루머와 남편과의 결혼생활 등 여러 주제들에 대해 얘기했다. 계속되는 마약복용 루머에 대한 질문에 "먼저 한 가지만 분명히 하자. 크랙은 싸구려 마약이다. 나는 돈을 너무 많이 벌어 절대로 크랙은 피우지 않는다. 그 점만은 확실히 짚고 넘어가자. 우리는 크랙은 하지 않는다. 크랙은 형편없다(Crack is whack)."라고 답변했다. 그 문장('Crack is wack', 마약은 인생을 망친다)은 키스 해링이 1986년에 그렸던 벽화에서 따온 것이었다. 그러나 휴스턴은 코카인을 포함한 다른 약물들은 가끔 복용한다고 인정했다.
2002년 12월, 그녀는 다섯 번째 스튜디오 앨범 Just Whitney...를 발표했다. 데뷔 이후 처음으로 클라이브 데이비스와 함께 제작하지 않았던 이 앨범은 당시 남편이었던 바비 브라운을 비롯해 미시 엘리엇, 베이비페이스 등이 제작자로 참여했다. 앨범이 발매되자 평가는 엇갈렸다. 빌보드 200 앨범차트에서 9위로 데뷔했고 첫 주에 205,000장의 음반 이 팔려 이전에 발매됐던 휴스턴의 어떤 앨범보다도 많은 첫 주 판매량을 기록했다. 앨범에서 발매된 네 장의 싱글곡들은 빌보드 Hot 100 차트에서는 높은 순위에 오르지 못했으나 댄스 차트에서는 성공적인 면모를 보였다. Just Whitney...는 RIAA로부터 플래티넘 인증을 받았고, 전 세계적으로 대략 300만장이 팔려 나간 것으로 추정되고 있다.
2003년 연말, 휴스턴은 자신의 첫 번째 크리스마스 앨범인 One Wish: The Holiday Album를 발표했다. 그녀는 머빈 워렌, 고든 챔버스 등과 함께 앨범을 제작했다. 앨범에서 "One Wish (for Christmas)"가 어덜드 컨템포러리 차트에서 20위에 오르는 소폭의 히트를 기록했고, 앨범은 미국에서 골드 인증을 획득했다. 공연하는 가수들이 언제나 그렇듯 휴스턴은 2004년의 대부분의 시간을 유럽, 중동 지역, 러시아 등지에서의 공연에 할애했다. 같은 해 9월, 월드 뮤직 어워드에 깜짝 출연하여 그녀의 오랜 조력자인 클라이브 데이비스를 위한 헌정 공연을 펼쳤다. 그 시상식 후 휴스턴과 데이비스는 휴스턴의 새 앨범 작업을 계획 중이라고 밝혔다.
2004년 초, 당시 남편이었던 바비 브라운은 브라보 네트워크의 리얼리티 TV 프로그램 Being Bobby Brown에서 주연을 맡았다. 그 프로그램은 브라운의 가정 내에서 일어나는 일들을 볼 수 있는 기회를 제공했고, 브라운이 주인공이었음에도 불구하고 휴스턴 역시 전체 프로그램을 통해 브라운만큼이나 많은 시간 화면에 등장했다. 그 시리즈는 2005년에 방영되었고, 그 속에 등장하는 휴스턴의 모습을 보고 몇몇 사람들은 그녀를 가장 돋보이게 만드는 순간들은 아니었다고 말했다. <더 할리우드 리포터>(The Hollywood Reporter)는 프로그램에 대해 "의심할 여지 없이 TV 화면 상에서 줄줄 흘러나온 역사상 가장 역겹고 형편없는 시리즈"라고 혹평했다. 프로그램이 오래가지는 못할 것이라는 감지에도 불구하고, 그 시리즈는 브라보에 동시간대 최고 시청률을 안겨 주었다. 이 프로그램은 휴스턴이 더 이상 그 쇼에 출연하지 않겠다고 선언하고 브라운과 브라보 측이 다음 시즌 방송에 대해 합의를 보지 못하면서 두 번째 시즌 방송까지 연장되지는 못했다.

### 2006-12: 재기,I Look to You, 투어, 영화 복귀
수 년간의 논란과 혼란 뒤에, 2006년 9월 휴스턴은 남편 바비 브라운과 별거에 들어갔고, 그 다음 달 이혼소송을 제기했다. 2007년 2월 1일, 그녀는 그들의 이혼을 빨리 진행시켜 달라고 법원에 요구했고, 같은 해 4월 24일 딸의 양육권을 승인받으며 이혼이 확정되었다. 5월 4일, 휴스턴은 Being Bobby Brown에 나오기도 했던 애틀란타 교외의 집을 119만 달러에 팔았다. 얼마 후 브라운은 양육권에 대한 합의 사항을 바꾸고자 캘리포니아주의 오렌지 카운티 법원에 소송을 제기했고, 휴스턴으로부터의 자녀와 배우자 부양을 요구했다. 브라운은 소송에서 재정적, 감정적 문제로 그가 적절히 휴스턴의 이혼 신청에 대응할 수 없었다고 주장했다. 양육권 합의 사항을 바꾸기 위한 브라운의 호소는 기각당했고, 모든 양육권은 휴스턴에게 있으며 그는 어떤 배우자 부양도 받을 수 없다는 판사의 선언이 내려지며 브라운은 소송에서 졌다. 2007년 3월, 아리스타 레코드사의 클라이브 데이비스는 휴스턴이 새 앨범의 녹음 작업을 시작했다고 밝혔다. 그 해 10월, 아리스타는 미국 외 지역에서 The Ultimate Collection을 발매했다.

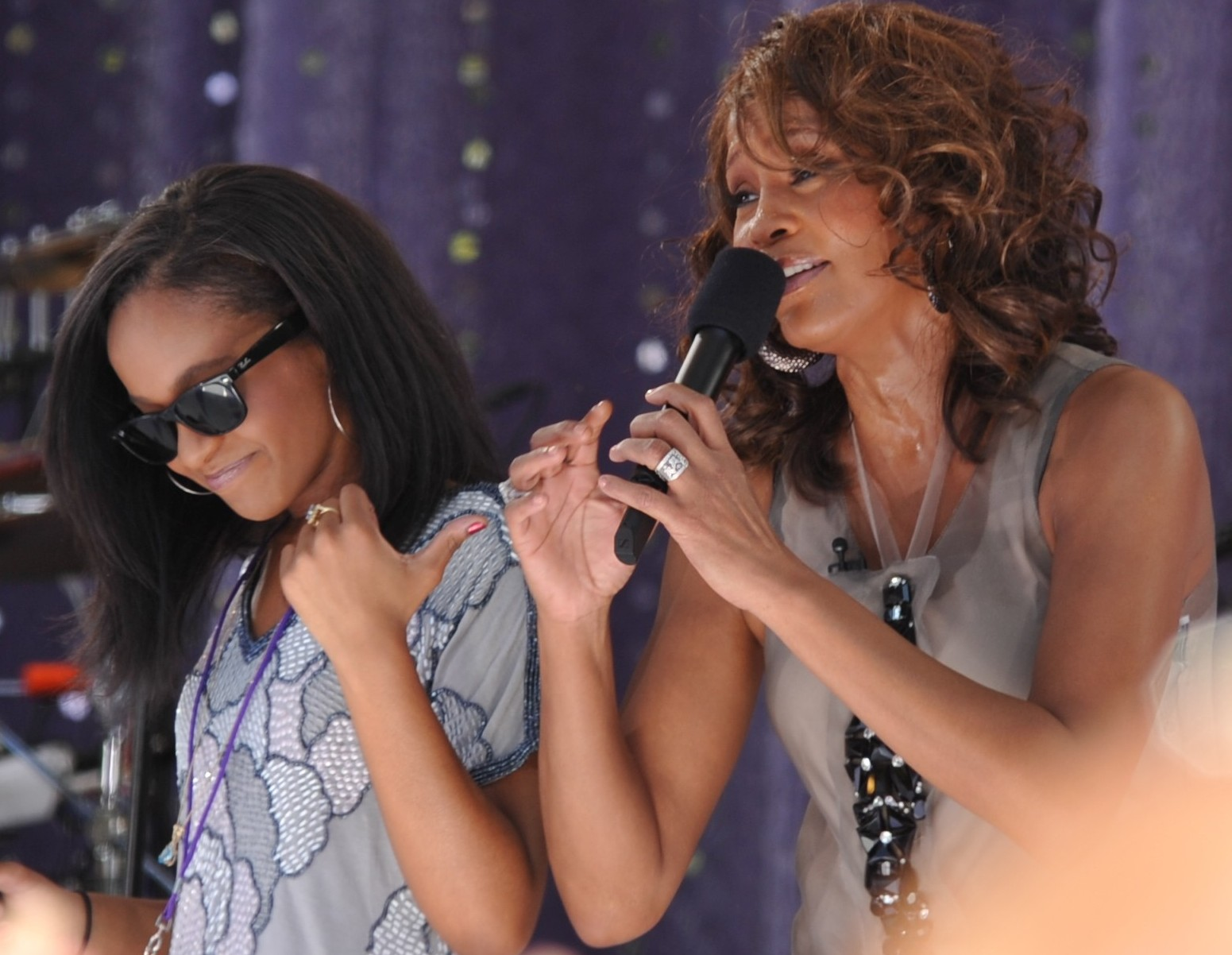
2009년 9월 1일, 굿 모닝 아메리카에 출연해 딸 바비 크리스티나와 "My Love Is Your Love"를 공연하고 있는 휴스턴

2009년 9월, 휴스턴은 오프라 윈프리 쇼의 시즌 첫 방송에 출연하여 7년 만에 처음으로 단독 인터뷰를 가졌다. 그 인터뷰는 "지난 10년 동안 가장 기대되는 음악인과의 인터뷰"라고 홍보됐다. 그녀는 인터뷰에서 전 남편 바비 브라운과 마약을 복용했음을 시인했고, 영화 보디가드와 음반으로 활동하던 시절 이전에는 가볍게 복용했으나 영화와 앨범의 대성공, 딸의 출산 이후 마약 복용이 심해졌다고 고백했다. 그녀는 "1996년까지 마약 복용은 내게 일상적인 일이었다. 그 당시 난 행복하지 않았고, 자신을 잃어가고 있었다"고 덧붙여 말했다.
2009년 9월 1일, 휴스턴은 앨리샤 키스, 알 켈리, 스위즈 비츠, 에이콘 등이 참여한 새 앨범 I Look to You를 발표했다. 앨범의 첫 두 싱글은 타이틀 곡이었던 "I Look to You"와 "Million Dollar Bill"이었다. 앨범은 빌보드 200 앨범차트에서 전작들의 첫 주 판매 기록을 능가하는 305,000장의 판매량을 기록하며 1위로 데뷔했다. 앨범은 The Bodyguard Soundtrack 이후 그녀가 기록한 첫 번째 1위 앨범이었고, 정규 스튜디오 앨범으로는 1987년작 Whitney 이후 22년만에 1위를 차지한 앨범이 되었다. 그녀의 컴백에 비평가들도 호의적이었다. <뉴욕 타임즈>는 “완벽한 디바의 자격을 가지고 나타났다”라고 평했으며, <USA 투데이>는 “강하고, 자신감에 넘쳐있으며, 준비가 되었다. 그녀는 감정을 실어 노래하는 방법을 전혀 잊어버리지 않았다”라고 말했다. <워싱턴 포스트>는 “제대로 만든 앨범” (hits all the right marks) 이라고 전했으며, 연합뉴스는 "팝의 여왕은 여전히 당신의 넋을 잃게 하는 눈부신 목소리를 가지고 있다"라고 평했다.
그녀는 앨범 홍보를 위해 유럽의 여러 TV쇼에 출연했다. 독일의 TV쇼 Wetten, dass..?(내기 할래요?)에서는 "I Look to You"를 공연했고, 3일 후 프랑스의 TV 뉴스 토크쇼 Le Grand Journal(오늘의 주요 뉴스)에 출연하여 앨범 I Look to You의 전 세계 첫 싱글인 "Million Dollar Bill"를 처음으로 노래했다. 또한 영국의 리얼리티 오디션 프로그램인 The X Factor에 게스트 멘토로 출연했고, 다음 날 결과발표 에피소드에서 "Million Dollar Bill" 공연 도중 옷의 등끈이 풀어지는 돌발상황에서도 노래를 마무리했다. 이 공연은 영국의 각종 매체로부터 '기이한', '불손한', '엉망인', '실패한' 공연이라는 혹평을 받았다. 이러한 반응에도 불구하고 "Million Dollar Bill"은 영국 싱글차트에서 5위("My Love Is Your Love" 이후 10년만의 첫 Top 5 히트곡)에 올랐고, 앨범은 영국 축음기 협회(British Phonographic Industry, BPI)에 의해 골드(10만장 판매) 인증을 받았다. 이후 그녀는 이탈리아의 The X Factor에도 출연하여 "Million Dollar Bill"를 공연했고, 이 공연은 이탈리아 매체로부터 호평을 얻었다. 후에 앨범은 이탈리아에서 5만장 이상의 판매로 골드 인증을 획득했다.
2009년 11월, 휴스턴은 로스앤젤레스에서 개최된 37회 아메리칸 뮤직 어워드에서 '국제 가수상'(International Artist Award, 그녀의 22번째 아메리카 뮤직 어워드)을 수상하며 "I Didn't Know My Own Strength"를 공연했다. 이틀 후, 댄싱 위드 더 스타의 아홉 번째 시즌 피날레쇼에 출연하여 "Million Dollar Bill"과 "I Wanna Dance with Somebody (Who Loves Me)"를 불렀다. 2009년 12월까지, 앨범 I Look to You는 미국 음반 산업 협회로부터 미국 내 100만장 이상의 판매량을 인정받아 플래티넘 인증을 획득했다. 2010년 1월 26일에는 휴스턴의 데뷔앨범 발매 25주년을 기념하기 위한 Whitney Houston – The Deluxe Anniversary Edition이 발매되었다. 이 앨범은 보너스 트랙들이 포함된 리마스터링 CD와 뮤직비디오 및 몇 개의 라이브 실황들을 담은 DVD로 구성되었다.

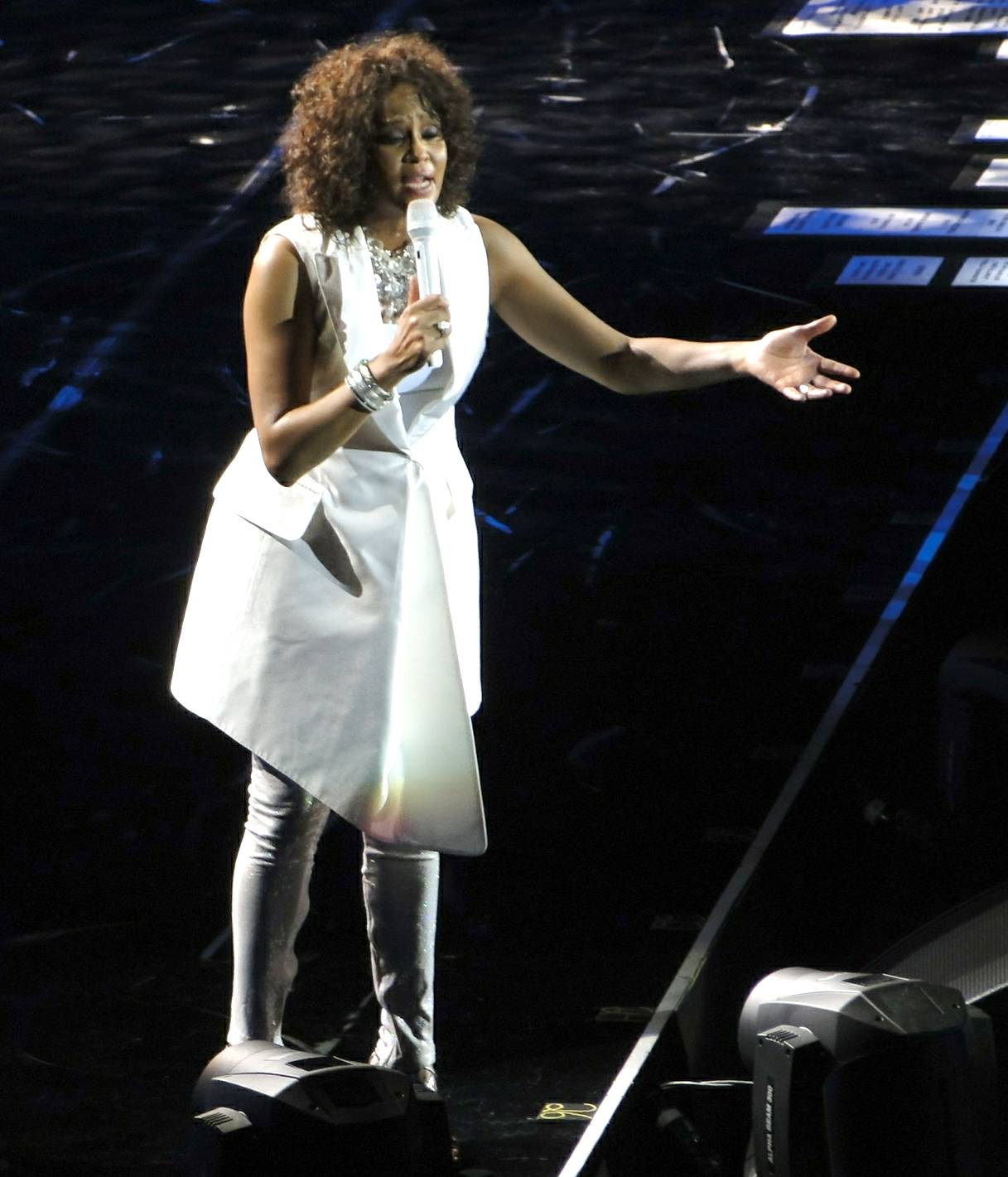
2010년 4월 28일, Nothing but Love 월드 투어 중 런던의 O_{2} 아레나에서 공연하고 있는 휘트니 휴스턴

2009년 10월, 휘트니 휴스턴은 공식 웹사이트를 통해 곧 세계 투어를 벌일 것이라고 밝혔고 두 달 뒤 러시아에서 두 번의 리허설을 치른 후, 2010년 2월 대한민국 서울에서의 공연을 시작으로 My Love Is Your Love 월드 투어 이후 11년 만의 첫 세계 투어인 Nothing but Love World Tour에 돌입했다. 그러나 좋지 않은 공연 리뷰와 몇몇 재조정된 투어 일정으로 인해 각종 매체들로부터 부정적인 집중 보도를 받아야만 했다. 휴스턴은 병으로 몇몇 콘서트를 취소했고, 그녀의 목소리와 공연의 질에 실망한 팬들은 부정적인 공연 리뷰를 쏟아냈다. 일부 팬들은 콘서트 도중 나가버리는 일도 있었다고 보도되었다.
2010년 1월, 휴스턴은 유색 인종들을 대상으로 각 분야에서 한 해 뚜렷한 활동을 보인 사람들에게 상을 수여하는 NAACP 이미지 어워드에서 두 개 부문의 후보에 올라 "I Look to You"의 뮤직비디오로 '최우수 뮤직비디오'상을 수상했다. 1월 16일에는 지난 25년간 음반업계에서의 업적을 인정받아 연예부문의 The BET Honors 어워드 수상자가 되었다. 이 날 행사에서 제니퍼 허드슨과 킴 버렐이 휴스턴의 수상을 축하하기 위해 그녀의 히트곡들을 노래했다. 같은 해 4월, 영국의 <더 미러(The Morror)>지는 그녀가 여덟 번째 정규 앨범작업을 구상 중이며 블랙 아이드 피스의 윌 아이 엠과의 공동 작업을 우선적으로 원하고 있다고 보도했다.
휴스턴은 로스엔젤레스의 스테이플스 센터에서 열린 2011 BET Celebration of Gospel(가스펠 기념 행사, 2011년 1월 30일에 방송됨)에서 여성 가스펠-재즈가수 킴 버렐과 "I Look to You"를 노래했다. 2011년 초에는 클라이브 데이비스가 주최하는 연례 그래미 전야행사에서 사촌 디온 워릭을 위한 헌정 공연을 펼쳤다. 그 해 5월 휴스턴은 약물과 알코올 문제를 이유로 재활센터에 외래 환자로 다시 등록했다. 휴스턴 측 대변인은 그것이 "수 년간 지속된 회복 과정"의 일부라고 말했다.
2011년 9월, <더 할리우드 리포터>는 휴스턴이 1976년 발표된 영화 《스파클(Sparkle)》의 리메이크 영화에서 제작을 맡고, 조딘 스파크스와 마이크 엡스 등과 함께 영화에도 출연할 것이라고 보도했다. 휴스턴은 영화 상에서 딸을 그리 격려하지 않는 스파클(조딘 스파크스 역)의 엄마 역을 연기했다. 휴스턴은 또한 이그제큐티브 프로듀서(제작 책임자)로서 영화의 엔딩 크레디트에 이름을 올렸는데 《스파클》의 제작자인 데브라 마틴 체이스는 휴스턴이 영화의 제작권을 얻었던 2001년 초부터 줄곧 그래왔다는 것을 고려하면 그녀가 그러한 직함을 얻을 만하다고 말했다. 주인공 스파클 역으로 먼저 타진되었던 R&B가수 알리야가 2001년 비행기 사고로 사망한 후 제작은 궤도를 벗어났고 2002년이 돼서야 다시 시작됐다. 영화 《스파클》의 촬영은 2011년 가을 두 달 남짓한 기간에 이뤄졌고, 트라이스타 픽처스에 의해 배포되었다. 2012년 5월 21일, 조딘 스파크스와 함께 녹음했던 휴스턴의 마지막 녹음곡 "Celebrate"가 RyanSeacrest.com을 통해 처음으로 공개되었고, 6월 5일 아이튠즈를 통해 디지털 음원 판매가 이뤄졌다. 그 곡은 Sparkle: Music from the Motion Picture에 수록되었고 사운드트랙의 첫 번째 공식 싱글이었다. 곡의 뮤직비디오는 5월 30일, 31일 이틑간 촬영된 뒤 미국의 연예정보 프로그램 <오늘의 연예소식(Entertainment Tonight)> 6월 4일자 방송에서 그 일부 장면이 처음으로 공개되었다. 영화 Sparkle은 그 해 8월 17일 미국에서 개봉되었다.

## 사망
2012년 2월 9일, 휴스턴은 클라이브 데이비스와 함께, 베벌리힐스의 베벌리 힐튼 호텔에서 그래미 전야 파티 공연 리허설 중이었던 브랜디와 모니카를 방문했다. 같은 날 그녀는 '켈리 프라이스와 친구들' 파티 무대에서 프라이스와 함께 "Jesus Loves Me"를 노래했고, 그것이 그녀가 대중들 앞에서 한 마지막 공연이었다.

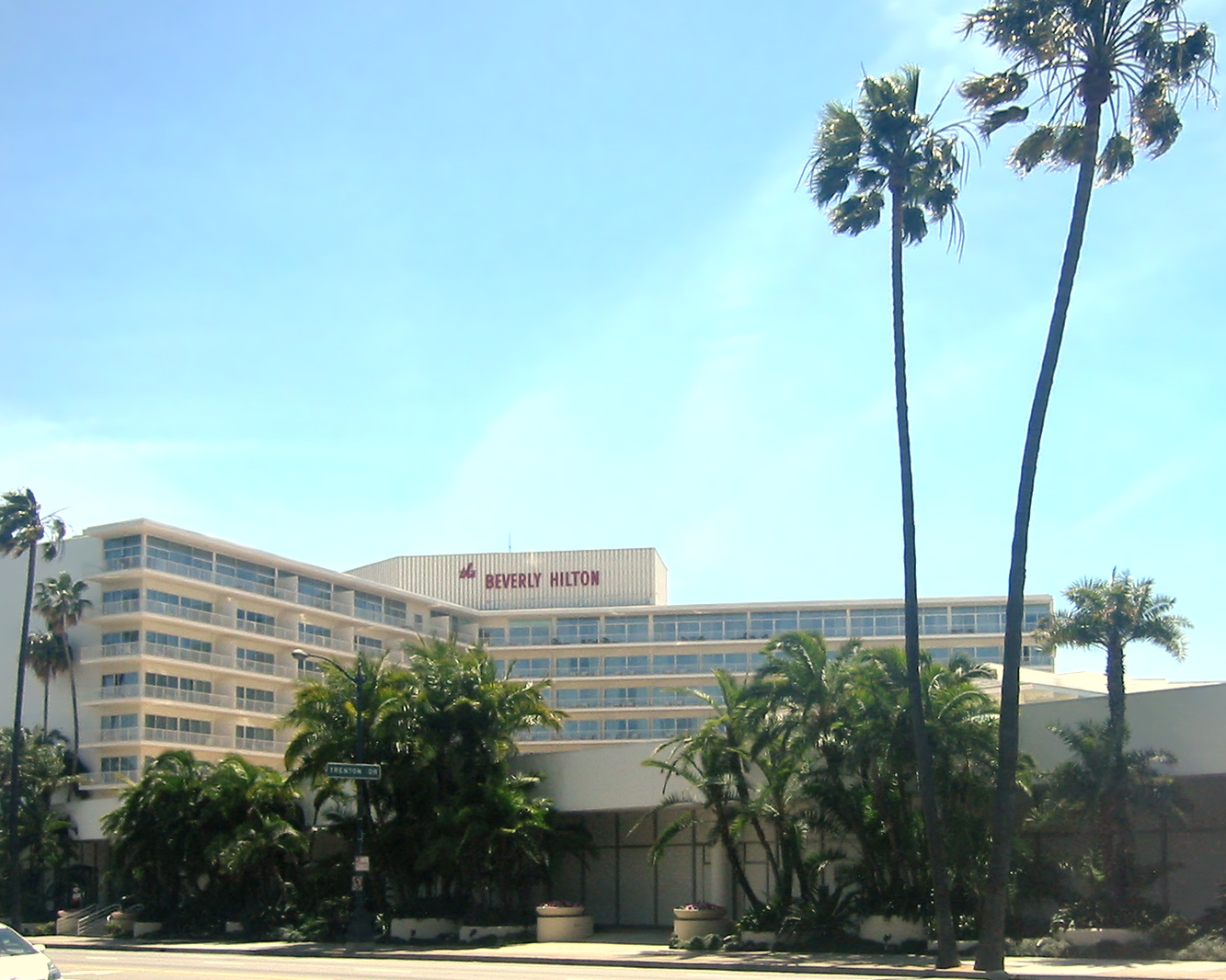
휘트니 휴스턴의 사체가 발견되었던 베벌리 힐튼 호텔

이틀 후인 2월 11일, 휘트니 휴스턴은 베벌리 힐튼 호텔 스위트룸에서 욕조에 잠겨 의식을 잃은 채로 발견되었고 후에 사망한 것으로 확인되었다. 사망 원인은 즉시 알려지지 않았다. 후에 검시관은 "익사 사고"였다고 결론을 내렸다. 베벌리힐스 소방서 긴급 의료원들이 오후 3시 30분쯤에 도착했고, 휴스턴이 반응을 보이지 않자 심폐소생술을 시행했다. 휴스턴은 태평양 표준시로 오후 3시 55분에 사망한 것으로 공식 발표되었다. 지역 경찰은 "범행으로 보이는 명확한 징후들은 없었다"고 말했다. 3월 22일, 로스앤젤레스 카운티 검시관실은 휴스턴의 사망 원인이 익사 및 "죽상경화 관상 동맥성 심장 질환과 코카인 복용의 결과"라고 발표했다. 검시관실은 그녀가 사망 직전 약물을 복용했음을 나타내는 일정량의 코카인이 휴스턴의 사체에서 발견되었다고 언급했다. 독극물 검사 결과로 그녀의 몸 속에서 발견된 추가 약물들―베나드릴(알러지 질환 완화제), 자낙스(신경안정제), 마리화나 그리고 플렉세릴(근육 이완제)―이 사망의 원인이 되지는 않았다. 사망 방식은 "사고"로 분류되었다.

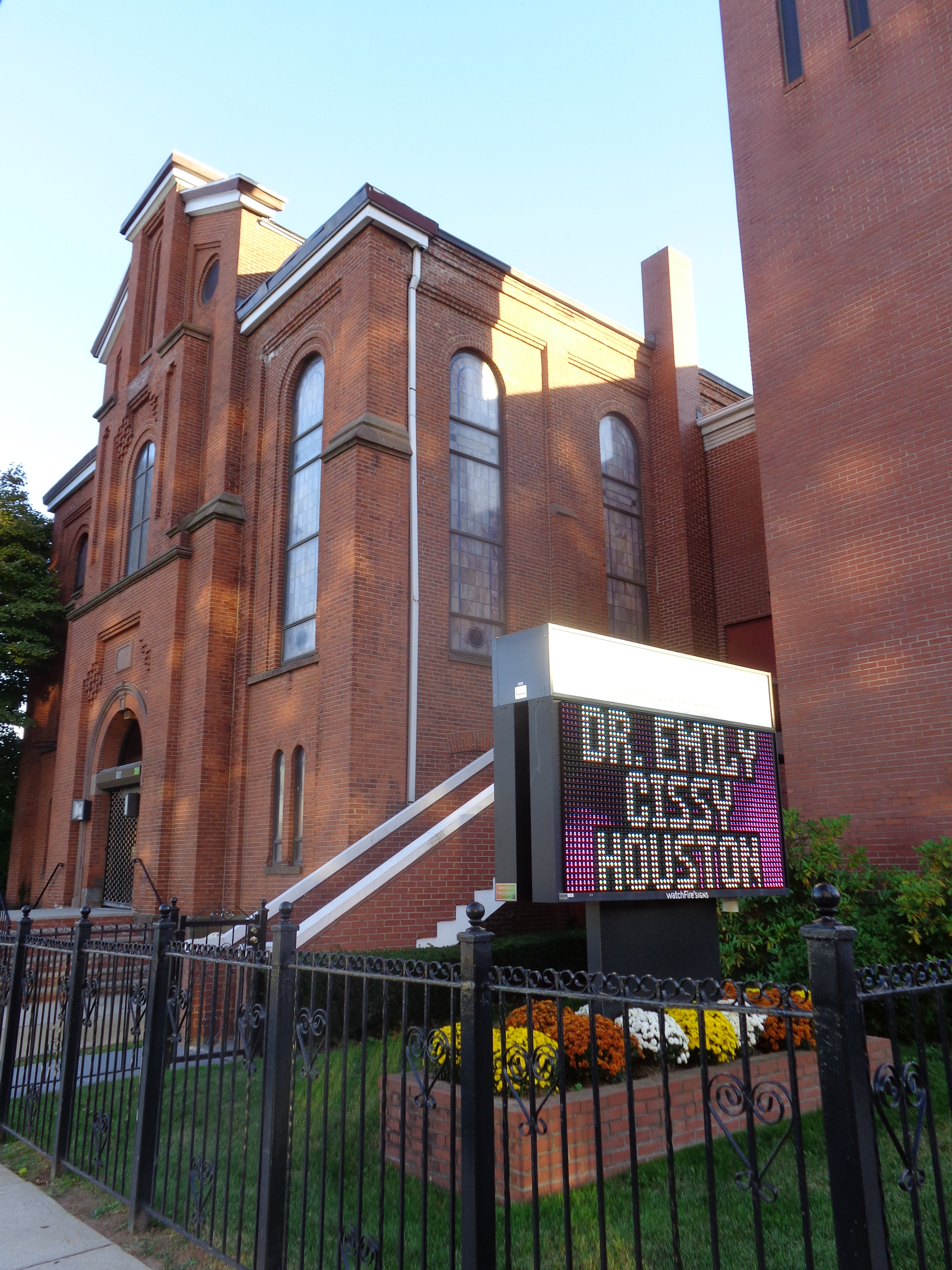
2012년 2월 19일, 휘트니 휴스턴의 장례식이 열렸던 뉴 호프 침례교회

휴스턴의 영결식은 2012년 2월 18일 토요일, 뉴저지주 뉴워크의 뉴 호프 침례교회에서 초대자들만 입장가능한 형식으로 치러졌다. 영결식은 두 시간으로 예정되었으나 네 시간 동안 이어졌다. 스티비 원더("Ribbon in the Sky"의 개사 버전과 "Love's in Need of Love Today"를 공연), 씨시 와이난스("Don't Cry"와 "Jesus Loves Me" 공연), 앨리샤 키스("Send Me an Angel" 공연), 킴 버렐("A Change Is Gonna Come"를 개사해서 공연), 알 켈리("I Look to You"공연) 등이 추도식에서 노래를 불렀다. 그 공연들 사이사이에 교회 합창단의 찬송가와 명사들의 추모사가 배치되었다. 클라이브 데이비스, 케빈 코스트너, 휴스턴의 오랜 음악 감독이었던 리키 마이너, 디온 워릭, 그리고 과거 11년간 그녀의 보안요원이었던 레이 왓슨 등이 각각 추모사를 낭독했다. 아레사 프랭클린은 영결식에서 공연자로 내정되었으나 "불행히 다리 근육의 경련으로 움직일 수 없었다"고 밝히며 참석하지 않았다. 휴스턴의 전 남편 바비 브라운 또한 영결식에 초대 받았으나 식이 거행되기 전에 떠났다. 영결식 다음 날, 휴스턴은 뉴저지주 웨스트필드의 페어뷰 공동묘지에 묻혔고, 그녀가 묻힌 곳은 2003년 사망한 그녀의 아버지 존 러셀 휴스턴의 무덤 옆이었다.

### 반응

#### 그래미 전야 파티
휘트니 휴스턴이 참석하기로 예정되었던 클라이브 데이비스의 그래미 전야 파티에는 음악계와 영화계의 유명 인사들이 모습을 드러냈다. 파티는 재빨리 휴스턴에 대한 헌정 행사로 전환되기는 했지만 예정된 일정대로 진행되었다. 데이비스는 그 날 저녁 행사의 서두에서 "이미 여러분들 모두가 우리가 정말로 사랑했던 휘트니가 사망했다는 말할 수 없이 비극적인 소식을 알고 있을 것입니다. 저는 이 곳에 가득 모인 친애하는 여러분들 앞에서 저의 감정을 숨길 수가 없습니다. 저는 개인적으로 오랜 세월 동안 제게 너무나도 많은 의미가 있던 누군가의 죽음에 큰 충격을 받았습니다. 휘트니는 원기왕성했고, 비록 공연하기로 예정되어 있지는 않았지만 그녀는 오늘을 너무나도 기다려 왔습니다. 휘트니는 아름다운 사람이었고, 누구와 비교할 수 없을 정도의 재능을 지녔습니다. 그녀는 여왕과 같은 존재감으로 이 무대를 빛냈고, 이 곳에서 수 년간 기억에 남을 만한 수많은 명공연들을 선보였습니다. 간단히 말해서 휘트니는 음악이 계속 흐르기를 원했을 것이고, 그녀의 가족은 우리가 이 행사를 진행하도록 부탁했습니다"라고 말했다.
토니 베넷은 데이비스 파티에서의 공연에 앞서 휴스턴의 죽음에 대해 얘기했다. 그는 "처음에는 마이클 잭슨이었고, 다음은 에이미 와인하우스였으며 이번에는 정말로 훌륭한 휘트니 휴스턴이다"라고 말했다. 베넷은 휴스턴에게 경의를 표하기 위한 곡 "How Do You Keep the Music Playing?"을 부르고 나서 "그녀가 노래 부르는 것을 처음 들었을 때, 나는 클라이브 데이비스에게 전화를 걸어 '당신이 마침내 내 생애 가장 위대한 가수를 찾아냈다'고 말했다"고 언급했다.
일부 유명 인사들은 휴스턴이 묵었던 방에서 경찰조사가 진행되고 그녀의 사체가 여전히 건물에 있던 상황에서 파티를 진행하기로 한 데이비스의 결정에 반대하는 의견을 내놓았다. 2012년 2월 13일, 샤카 칸은 CNN의 피어스 모건과의 인터뷰에서 그 파티는 취소됐어야 했다고 느꼈다며 자신의 의견을 피력했다. 그녀는 "나는 그 파티가 완전히 미친 짓이었다고 생각했다. 내가 휘트니에 대해 아는 바로는 그녀가 '쇼는 계속 진행되어야 한다'고 말했을 리 없다. 그녀는 '그 쇼 당장 멈춰요'라고 말할 그럴 사람이다. 나는 거기에 가지 않을 것이다. 그가 그토록 거대하게 영향을 미치고, 그의 삶에도 영향을 주었던 사람이 건물 안에 있는데 무엇이 그가 파티를 열도록 동기부여를 할 수 있었는 지 나는 모르겠다. 그들은 그랬다.(영향을 주고 영향을 미쳤다) 파티를 어떻게 계속 진행한 것인 지 난 이해할 수 없다"고 말했다. 샤론 오즈번은 데이비스의 파티를 비난했다. 그녀는 "나는 그 파티가 진행되었다는 것이 수치스럽다. 존경받는 누군가가 불과 네 개 층 위에서 비극적으로 생을 마감한 그 때에 난 그 호텔 행사장에 있고 싶지 않다. 난 그런 환경에 내가 처해 있는 것에 흥미가 없으며 당신이 누군가의 죽음으로 비탄에 빠졌다면 사적으로 슬퍼하거나 혹은 당신을 이해하는 사람들과 그 슬픔을 함께 하는 것이 맞다고 생각한다. 나는 [그 파티가] 너무나도 잘못됐다고 생각했다"고 분명히 말했다.

#### 추가 반응들 및 헌정
많은 유명 인사들이 휴스턴의 사망 소식을 접한 후 성명을 발표했다. 휴스턴의 대모였던 달린 러브는 "내 내장이 벼락을 맞아 뒤틀리는 느낌이었다"고 말했고, 휴스턴이 커버했던 "I Will Always Love You"의 원곡자인 돌리 파튼은 "나는 내 곡을 훌륭하게 불러 준 그녀에게 언제나 감사할 것이며 경의를 표할 것이다. 진심으로 '나는 언제나 당신을 사랑할 것이며 그리워 할 것이다'말할 수 있다"고 밝혔다. 아레사 프랭클린은 "정말로 충격적이라 믿을 수 없다. TV 화면을 통해 내가 읽고 있는 것을 믿을 수 없었다"고 말했다.
머라이어 캐리는 시상식에서 "나는 거의 모든 사람들이 그랬듯이 그녀의 풍부한 음색과 힘에 매료되었다. 당신이 휘트니를 만난다면 사랑할 수밖에 없을 것이다. 그녀는 우리 모두에게 영감을 주었다. 친구 휘트니 휴스턴의 목소리와 웃음소리가 그립다." 라고 말하며 헌정사를 했다. 퀸시 존스, 오프라 윈프리 등 다른 인사들도 휴스턴에게 경의를 표했다.
휘트니 휴스턴의 사망 소식이 알려진 후, CNN, MSNBC, 폭스 뉴스는 정규 방송을 모두 멈추고 그녀의 사망과 관련된 소식을 계속해서 보도하며 헌정 시간을 가졌다. 세 방송국 모두 휴스턴을 잘 알고 있는 사람들과의 인터뷰를 특집으로 내보냈다. 인터뷰에 응했던 사람들 중에는 음악계 동료들 뿐만 아니라 그녀와 일했던 사람, 그녀를 인터뷰한 사람 등이 포함되어 있었다. 새터데이 나이트 라이브(Saturday Night Live)에서는 휴스턴이 1996년에 이 프로그램에 출연했을 당시, 그녀가 몰리 섀넌 옆에서 활짝 웃고 있는 스틸 사진 한 장을 보여주며 그녀를 기렸다. MTV와 VH1은 2월 12일 일요일에 예정된 정규 프로그램을 중단하고 휴스턴의 뮤직비디오를 방영했고, MTV에서는 팬들과 유명 인사들의 다양한 반응들을 방영하는 사이사이에 휴스턴의 사망관련 뉴스들을 보도했다.
휴스턴의 전 남편 바비 브라운은 그 뉴스를 접한 이후로 '크게 울었다 그쳤다를 반복했다'고 보도되었다. 휴스턴의 사망 후 수 시간 뒤, 그는 미시시피주 사우스에이븐에서의 뉴 에디션의 공연을 예정대로 치렀고, 그 공연에서 관객들에게 이렇게 얘기했다. "먼저, 나는 여러분 모두를 사랑한다고 말하고 싶다. 두 번째로 '휘트니, 당신을 사랑해!'라고 말하겠다. 내게 가장 힘들었던 일은 이 무대에 서는 것이었다."
휴스턴 사후, 그녀에게 경의를 표하기 위해 많은 특별 행사 및 시상식에서의 헌정 공연들이 이어졌다. 제54회 그래미상 시상식의 제작 책임자였던 켄 에를리히는 2월 12일 개최되는 시상식에서 제니퍼 허드슨이 휴스턴에 대해 헌정 공연을 할 것이라고 발표했다. 그는 "행사 위원들은 아카데미상 수상자이자 그래미상 수상자인 허드슨이 휴스턴에게 경의를 표하는 헌정 공연을 할 수 있을 것이라고 믿었다"고 말했다. 에를리히는 "모든 사람들의 기억 속에 너무도 갑작스러워서 이 순간에 무언가를 더 할 수는 없다. 그러나 보편적인 음악 팬들에 대한 휘트니의 놀랄 만한 기여, 특히 그녀와 그래미 TV 방송과의 긴밀한 관계, 그녀의 오랜 기간 동안의 그래미상 후보지명과 수상을 인식하지 않는다면 그것은 우리의 불찰일 것이다"라고 덧붙였다. 시상식의 도입부에서 쇼의 진행자인 엘엘 쿨 제이가 기도문을 낭독한 뒤 휴스턴의 1994년 그래미상 시상식에서의 "I Will Always Love You" 공연 영상이 상영되었다. 프로그램의 후반부에서는 2011년에 사망한 음악인들을 사진 혹은 영상 몽타주로 추모하는 순서에 휴스턴의 1986년 그래미상 "Saving All My Love for You" 공연 장면이 마지막으로 등장했다. 추모 순서에 뒤이어 곧바로 허드슨이 등장해 "I Will Always Love You"를 불렀다.
2월 17일에 열린 제43회 NAACP 이미지 어워드에서는 휴스턴을 기리는 다양한 형태의 헌정 순서가 있었다. 2011년에 세상을 떠난 주요 인물들을 사진으로 추모하는 순서에 휴스턴의 이름이 맨 마지막에 언급됐고, 그녀가 1994년 NAACP 시상식에서 두 개의 상을 수상하는 영상이 이어졌다. 영상 헌정에 뒤이어 욜란다 아담스가 The Preacher's Wife Soundtrack의 수록곡인 "I Love the Lord"를 공연했다. 시상식의 마지막 공연 순서에서는 커크 프랭클린 앤 더 패밀리가 "Greatest Love of All"을 부르며 그들의 공연을 시작했다. 2월 21일에 개최된 브릿 어워즈에서도 시상식의 첫 번째 순서에서 "One Moment in Time"의 일부분이 배경음악으로 흐르는 가운데 그녀의 뮤직비디오들을 30초가량으로 편집한 비디오 영상을 상영하며 헌정 시간을 가졌다. 2월 26일에 열린 제84회 아카데미 시상식에서 휴스턴의 사진이 전년도에 사망한 영화계 주요 인물들과 함께 추모순서(In Memoriam)에 등장했다.
2012년 5월 20일, 라스베이거스의 MGM 그랜드 가든 아레나에서 열린 2012 빌보드 뮤직 어워드에서도 휴스턴에 대한 헌정 공연이 있었다. 사후에 '밀레니엄 어워드'(The Millenium Award)의 수상자가 된 휴스턴에게 경의를 표하기 위한 공연에서 존 레전드가 "Greatest Love of All"를 불렀고, 뒤이어 조딘 스파크스가 무대 위에 올라 "I Will Always Love You"를 노래했다. 같은 해 7월 1일, BET 어워즈에서는 20분이 넘는 시간을 할애해 휘트니 휴스턴을 위한 헌정 공연 순서를 마련했다. 그 헌정 공연은 머라이어 캐리가 무대에 등장해 휴스턴과의 추억들을 소개하며 그녀를 추모하는 것으로 시작되었다. 뒤이어 모니카가 "I Love the Lord"를 공연했고, 브랜디가 휴스턴의 댄스 히트곡들―"I Wanna Dance with Somebody (Who Loves Me)"와 "I'm Your Baby Tonight"―을 메들리 형식으로 불렀다. 휴스턴의 이복 오빠 개리 갈란드가 그녀의 2집 앨범 수록곡인 "Where You Are"를 헌정곡으로 공연한 뒤, 휴스턴의 어머니인 씨시 휴스턴이 관객들의 기립박수를 받으며 "Bridge Over Troubled Water"를 노래했다. 영화 《사랑을 기다리며(Waiting to Exhale)》에서 휴스턴과 공동 주연을 맡았던 앤절라 바셋, 렐라 로촌, 로레타 디바인이 무대에서 존경과 감사의 말로 휴스턴을 기린 후에 샤카 칸이 등장해 휴스턴이 리메이크했던 "I'm Every Woman"를 부르며 헌정 공연을 마무리했다.
2012년 10월 11일, 로스앤젤레스의 노키아 극장에서는 We Will Always Love You: A Grammy Salute to Whitney Houston라고 명명된 휴스턴에 대한 헌정 행사가 열렸다. 이 행사에는 그녀의 가족, 팬들, 음악계 동료들 및 각계 유명인사들이 참석했다. 무대 위에 등장하여 휴스턴에 대해 존경과 감사의 말을 전했던 사람들 중에는 행사의 도입부에서 "그녀는 한 세대의 어린 소녀들과 여성들에게 그들의 꿈을 믿도록, 그들이 가지고 있는 가장 위대한 재능을 알 수 있도록 영감을 불어 넣어 줬습니다. 저도 그러한 소녀들 중 하나였고, 지금은 휘트니 휴스턴에 대한 사랑을 절대로 멈출 수 없는 성인이 되었습니다"라고 말했던 핼리 베리가 있었고, "레코드 회사와의 계약체결을 위한 오디션에서 휴스턴의 'I Have Nothing'을 불러 가수가 될 수 있었다"고 자신의 일화를 소개했던 브리트니 스피어스가 있었다. 제니퍼 허드슨은 첫 번째 헌정 공연자로 등장해 "I'm Every Woman", "How Will I Know" 그리고 "I Wanna Dance with Somebody (Who Loves Me)"를 메들리로 공연했고, 캐나다에서 사전 녹화된 셀린 디온의 "Greatest Love of All" 공연은 1987년 한 방송에서 디온이 그 곡을 부르는 장면과 함께 행사 중간에 삽입되었다. 그 외에도 어셔의 "I Believe in You and Me" 트리뷰트 공연과, 행사의 대미를 장식한 씨시 와이난스와 욜란다 아담스의 "Count on Me" 공연이 있었다. 행사 사이사이에는 휴스턴의 1983년 머브 그리핀 쇼에서의 TV 데뷔 공연, 1991년 수퍼볼 "The Star Spangled Banner" 공연 그리고 1994년 그래미 "I Will Always Love You" 공연 등이 스크린을 통해 상영되었다. 이 헌정 행사는 11월 16일 CBS를 통해 1시간 분량의 특집 프로그램으로 편성되어 방송되었다.
2012 MTV 유럽 뮤직 어워드에서 휴스턴은 사후에 '글로벌 아이콘 어워드'(Global Icon Award)의 수상자가 되었다. 11월 11일 프랑크푸르트에서 열린 이 시상식에서 앨리샤 키스가 그 상의 소개자로 등장해 휴스턴의 업적을 기렸고, 뒤이어 휴스턴의 생전 활약상과 니키 미나즈, 원 디렉션, 에어로스미스의 스티븐 타일러와 조 페리 등의 뮤지션들의 코멘트가 담긴 2분 30초 가량의 몽타주 영상물이 상영되었다. 이 영상물에는 그 해 시상식에서 '올해의 비디오'상을 수상했던 한국의 싸이도 등장해서 "'I Will Always Love You'는 한국에서도 국가(國歌)였다"고 언급했다.

## 예술성과 유산

### 목소리와 가창 스타일
휴스턴은 메조-소프라노였고, 그녀의 비범한 보컬 재능으로 인해 일반적으로 "The Voice"로 불렸다. 뉴욕 타임스의 존 파렐스는 그녀의 보컬에 대해 "그녀는 언제나 정말로 큰 목소리, 벨벳처럼 부드러운 저음으로부터 격정적인 중음과 울려 퍼지면서 높이 치솟는 고음까지 기술적으로 경이로운 목소리를 지녔다"고 평했다. 2008년 <롤링 스톤>지는 '역사상 가장 위대한 100명의 가수' 순위를 발표하면서 휴스턴을 34위에 올리며, "그녀의 목소리는 거대하고 빛나는 외침이다. 노래를 45초간 무반주로 부르며 시작할 수 있는 보컬리스트는 거의 없다. 휴스턴이 그렇게 부른 "I Will Always Love You"는 역작이다"라고 언급했다. <롤링 스톤>지의 다른 음악 평론가 매튜 퍼피추아는 휴스턴의 보컬을 다음과 같이 찬양했다. "휘트니 휴스턴은 놀랄 만한 음역과 비범한 기술적 재능을 가지고 태어나는 축복을 받았다. 그러나 그녀를 위대한 가수로 만든 것은 노래에 그것의 드라마와 감정을 믿을 수 없이 정확하게 연결하는 능력이다." 그는 또 "그녀는 재능이 뛰어난 공연가라 그녀의 라이브 공연들은 종종 그녀가 발표한 스튜디오 음반들의 빛을 잃게 만들었다"라고 언급했다.
<뉴욕 타임스>의 존 카라마니카는 "그녀의 목소리는 거의 흠이 없을 정도로 깨끗하고 강하며, 사랑과 열망의 노래에 잘 어울렸다. 그 목소리로 그녀는 대성공과 업적을 이뤄냈고, 시간이 멈춘 듯한 수많은 명공연들을 만들어 냈다. 머라이어 캐리는 미국의 흑인음악 잡지 <바이브>의 1998년 11월호 인터뷰 기사에서 "휘트니는 극소수의 사람들만 가지고 있는 정말로 풍부하고 강한 중음역대를 지니고 있다. 그녀의 목소리는 정말로 훌륭하고 강하다"라고 휘트니의 목소리를 평했다. <로스앤젤레스 타임스>의 앤 파워스는 "[휴스턴의 목소리는] 20세기 팝의 풍경을 보여주는 기념비처럼 서 있다. 그것은 시대의 건축물을 정의하고, 수많은 사람들이 가진 꿈의 방패막이가 되며, 셀 수 없는 많은 모방자들이 경력을 쌓는데 영감을 주었다"고 말했고, "그녀의 전성기 시절, 어떤 것도 그녀의 거대하고 깨끗하며 멋진 메조소프라노에 필적할 수 없었다"고 덧붙였다.
<BBC 뉴스 매거진>의 로렌 에버리트는 휴스턴의 음반에서 사용된 멜리스마와 그것의 영향력에 대해 기술했다. "휘트니 휴스턴이 'I Will Always Love You'의 도입부 가사 'I'를 노래하는 데는 거의 6초가 걸린다. 이 6초 동안 이 가수는 한 음절 안에 일련의 다른 음들을 가득 채워넣는다. 그 기교는 노래 전체에서 반복되는데, 모든 'I'와 'you'에서 가장 확연히 드러난다. 그러한 보컬 기교를 멜리스마라고 부르고 다수의 모방자들에게 영감을 주어 왔다. 휴스턴 이전에도 다른 아티스트들이 그것을 사용했을 지는 모르나 그러한 보컬 기교를 90년대 주류 음악계에 밀어 넣은 건 바로 그녀가 부른 'I Will Always Love You'였다. [...] 그러나 휴스턴이 최고로 이뤄낸 것은 아마도 절제일 것이다. TV 오디션 프로그램에서 참가자들이 너무 큰 소리로 과하게 노래하는 것이 점점 심해지는 분위기 속에서, 필요한 바로 그 순간을 위해 멜리스마를 간직해 놓는 휴스턴의 능력의 진가를 알아보는 것은 쉬운 일이다."
<뉴욕 타임스>의 스티븐 홀덴은 1993년 7월 20일 라디오 시티 뮤직홀에서 열린 휴스턴의 콘서트 리뷰에서 그녀의 가수로서의 태도에 대해 다음과 같이 적으며 칭찬했다. "휘트니 휴스턴은 '목소리 하나면 충분하다'라는 말을 들을 수 있는 당대의 몇 안 되는 팝스타들 중 하나이다. 수 백만장의 앨범을 파는 거의 모든 공연자들이 개그부터 화려한 서커스에 맞춰 춤추기까지 연예인의 온갖 수단들을 다 요청하는 동안, 휴스턴은 단지 거기에 서서 노래를 부르기만 한다." 그녀의 가창 스타일에 관해서는 "그녀의 가창 방식의 트레이드마크―노래의 중반에서 퍼져나가며 떨리는 멜리스마, 가사 끝에서 숨막힐 듯한 흥분을 주는 빙빙 돌리는 꾸밈음 기교―는 그녀의 노래 해석에 음악적이면서 감정적인 번개의 번쩍임과 같은 것을 불어넣는다"라고 말했다.
<로스앤젤레스 타임스>의 엘리사 가드너는 "그녀는 첫 번째의, 맨 앞에 위치한 팝 디바이다. 그것도 우리가 가질 수 있는 최고로 말이다. 어떤 여성 팝 스타들도―머라이어 캐리도, 셀린 디온도, 바브라 스트라이샌드도―아름다우면서 정교한 보컬의 유연함, 깨끗한 음색 그리고 가사에 사람의 마음을 사로 잡는 멜로드라마를 스며들게 하는 능력에 있어서 휴스턴에게 대적할만한 경쟁자가 되지 못한다"고 휴스턴의 보컬 능력에 대해 높이 평가했다. 가드너는 휴스턴이 사망한 후 <USA 투데이>에 기고한 글에서도 "휴스턴은 가스펠로 단련된 명민함과 직관적인 리듬감을 전문가적인 팝 발라드 가수의 재주―벨벳처럼 부드럽고, 능란능란하게 극적인 감정을 표현―와 결합시킨 첫 번째 슈퍼스타였다"라고 언급했다.
<헤럴드경제>가 지난 2010년 한국의 음악전문가 21명을 대상으로 한 설문조사에서 휘트니 휴스턴이 프레디 머큐리와 함께 '가장 노래를 잘 하는 팝 가수'로 선정되었다. 그녀는 또한 '기교, 성량 등 기술적 능력이 가장 뛰어난 가수'로도 뽑혔다. 이 설문조사에 참여했던 흑인 음악 전문 웹진 <리드머>의 강일권 편집장은 휴스턴에 대해 "풍부한 성량과 넓은 음역을 갖춘 그녀는 가창력 하나만으로 사람의 마음을 움직일 수 있다는 걸 보여줬다"고 평했다. 음악평론가 성원호는 2012년 <이즘>에 기고한 글에서 휴스턴은 "데뷔와 동시에 팝계의 판도를 변화시킨 혁신적 디바"였고, 그녀의 보컬은 카리스마, 중후함, 폭발력, 대중성을 모두 갖춘 "흑인 여성 가수의 완성판"이라고 평했다.

### 영향력
1980년대에 MTV는 그 진가를 발휘하고 있었으나 흑인 가수들의 비디오는 충분히 방송하지 않는다는 비판을 받았다. 마이클 잭슨이 흑인 남성 뮤지션들에 대한 인종차별의 벽을 무너뜨렸 듯이 휘트니 휴스턴도 흑인 여성가수들에 대해 같은 일을 했다. "How Will I Know" 비디오의 성공 후에 그녀는 MTV에서 많은 방송횟수를 기록하는 첫 번째 흑인 여자가수가 되었다. 돌파구 역할을 한 휴스턴에 뒤이어, 자넷 잭슨과 애니타 베이커와 같은 다른 미국 흑인 여성 가수들도 팝계에서 성공을 거뒀다. 베이커는 "휘트니와 샤데이가 했던 것 때문에, 내게도 기회가 생겼다. 라디오 방송에서 흑인 여성 가수들이 더 이상 금기시 되지 않고 있다"라고 말했다.
올뮤직은 팝씬에서 흑인 아티스트들의 성공에 그녀가 기여한 바를 주목했다. "휴스턴은 대형 스케일의 어덜트 컨템포러리 발라드, 기운이 넘치고 스타일리시한 댄스팝, 그리고 매끄러운 어반 컨템포러리 소울곡들을 동등한 재주로 다룰 수 있다. 그 결과로 휴스턴은 그녀와 동시대에 활동했던 어떤 아티스트도 거의 필적할 수 없었던 전 계층의 관심을 얻었고, 그로 인해 그녀는 마이클 잭슨의 뒤를 이어 MTV에서 성공을 거둔 초창기 흑인 아티스트들 중 한 명이 되었다"고 기술했다. <뉴욕 타임스>는 "휴스턴은 소울, 팝, 재즈, 가스펠 보컬 전통의 연속성을 인식하고자 했던 흑인 음악계 내부에서의 움직임에 주요 촉매 역할을 했다"고 언급했다. <타임>지의 리차드 코리스는 여러 가지 장벽들을 무너뜨린 그녀의 초창기 성공에 대해 "그녀의 첫 번째 앨범에 수록된 10곡 가운데 6곡이 발라드곡이었다. 이 가수는 라디오 방송횟수에서 하드 로커들과 싸워야 했고, 마초록의 로커룸에서 주눅이 든 채 서 있어야만 했다. 그녀는 소수의 흑인 슈퍼스타들만 추앙했던 청중들을 유혹해야 했다. 그녀는 성공이 예견된 경이로운 가수였고, 음악의 중심으로 회귀하고자 했던 청취자들의 열망을 영리하게 두드린 가수였다. 그리고 모든 스타 신인들은 자신만의 장르를 창조하기 때문에 그녀의 성공은 다른 흑인 가수들, 여성 가수들, 발라드를 주로 부르는 가수들이 팝 시장에서 열렬한 반응을 얻는 데 일조했다"라고 얘기했다.

<뉴욕 타임스>의 스티븐 홀덴은 휴스턴이 "가스펠 지향성이 강한 팝/소울 가창 전통에 새로운 활력을 불어 넣었다"고 말했다. <로스앤젤레스 타임스>의 앤 파워스는 휴스턴을 "국보"라고 언급했다. <뉴욕 타임스>의 다른 음악 평론가인 존 카라마니카는 휴스턴을 "R&B를 현대화시킨 위대한 가수"라 칭하며, "느리지만 확실하게, 몸의 움직임과 요구을 지닌 교회의 야망과 찬양을 주류의 감정과 조화시켰다"고 덧붙였다. 그는 또한 1980년대 팝계의 다른 대형 가수들과 휴스턴의 영향력을 다음과 같이 비교했다.
휴스턴의 전략은 마이클 잭슨이나 마돈나보다는 덜 급진적이었지만 그녀는 그들과 함께 1980년대에 팝을 교배시킨 중요한 인물들 중 하나였다. 잭슨과 마돈나는 교대로 선정적이면서 때론 난폭했고, 결정적으로 그들은 그들의 목소리보다는 제작에 좀 더 주안점을 두고자 했다. 그것은 휴스턴이 결코 선호하지 않은 선택이었다. 또한 그녀는 1985년부터 1992년 사이에 발표한 총 세 장의 정규앨범과 한 장의 사운드트랙으로 그녀의 명성 대부분을 성취하며 그 둘 어느 누구보다도 많은 수의 작품을 발표하지 않았다. 그녀가 그 이후로 수년 간 그들보다 영향력이 적었다면, 그것은 오직 그녀의 재능이 정말로 희귀하고 너무나도 흉내내기 불가능한 것이었기 때문이었다. 잭슨과 마돈나가 그들의 목소리를 기반으로 세계관을 만들었다면 휴스턴은 그녀의 목소리가 세계관이었다. 그녀는 모방되기보다는 박물관의 작품처럼 감탄하며 바라봐지는 대단한 인물이었다.
<인디펜던트>지의 음악평론가 앤디 길은 휴스턴이 현대 R&B와 노래 경연대회에 미친 영향력에 대해 마이클 잭슨의 영향력과 비교하며 다음과 같이 서술했다. "휘트니 때문에 현대 R&B의 진로가 효과적으로 정해졌다. 그녀는 소울 가창 스타일의 기준을 세웠고, 오늘날 우리가 일반적으로 '소울 디바'라고 언급하는 것들의 원본을 창조했다. 잭슨은 확실히 엄청난 재능을 지닌 아이콘이었으나 그는 음악적인 혁신 뿐만 아니라 그의 프리젠테이션 기술, 눈부신 춤 동작들로 (아마도 더 많이) 기억될 것이다. 반면에 휘트니는 단지 노래만 불렀지만 그녀의 목소리가 만들어 낸 파문은 계속해서 팝의 전체 요소를 지배하고 있다." 덧붙여 말하길 "오늘날 TV 오디션 프로그램에서 잭슨을 모방하는 사람들은 거의 없다. 참가자들 두 명 중 한 명은 휘트니 워너비(휘트니처럼 노래하고 싶어하는 사람)다. 그들은 물흐르는 듯한 멜리스마, 날아오르는 메조소프라노의 자신감, 가사의 마지막을 더 높은 동경의 영역으로 옮기는 약간의 떨림 등 그녀의 경이로운 보컬 효과들을 모방하려고 필사적으로 애쓴다"라고 했다. 《더 엑스 팩터(The X Factor)》, 《아메리칸 아이돌(American Idol)》과 같은 TV 오디션 프로그램의 심사위원인 사이먼 코웰도 비슷한 의견을 내놓았다. 그는 쇼 참가자들의 대부분이 모방하려고 하는 가수가 휘트니 휴스턴이라며 "우리는 [심사하면서] 휘트니 노래를 계속 반복해서 듣게 된다. 그녀는 기준이었다. 정말로 그랬다"고 덧붙였다.
휴스턴은 남녀가수 가리지 않고 셀 수 없이 많은 보컬리스트들에게 영향을 미쳤던 "가수들의 가수"로 여겨졌다. 올뮤직의 스티브 휴이도 이와 비슷하게 "휴스턴의 엄청난 보컬 기술은 거의 모든 팝 디바들과 부드러운 어반 소울 계열의 남녀 가수들에게 여전히 영향을 미치며 수많은 아류들을 낳았다"라고 기술했다. <롤링 스톤> 사이트에 게재된 휴스턴의 전기에서 그들은 휴스턴이 "여성 소울 아이콘의 이미지를 재정립했고, 머라이어 캐리로부터 리한나에 이르기까지 수많은 가수들에게 영감을 주었다"고 적었다. <USA 투데이>지의 엘리사 가드너는 "휘트니가 없었다면, 머라이어 캐리는 없었을 것이다. 비욘세도, 크리스티나 아길레라도, 켈리 클락슨도, 제니퍼 허드슨도 역시 없었을 것이다"라고 단언하며 "60년대에 바브라 스트라이샌드와 아레사 프랭클린이 여성 팝, 소울 가수들의 기준을 각각 세웠듯이, 휴스턴은 80년대에 팝-소울 가수들의 기준을 세웠다"라고 그녀의 영향력에 대해 언급했다. 미국의 흑인 여성들을 대상으로 하는 대중잡지 <에센스(Essence)>는 '역사상 가장 영향력있는 50인의 R&B 스타들' 순위에서 아레사 프랭클린, 마이클 잭슨, 스티비 원더, 마빈 게이, 프린스에 이어 휴스턴을 6위에 올리며 그녀를 '디바 종결자'라 불렀다.
"노래 부르길 열망하는 모든 소녀들은 휘트니 휴스턴에게 절대적으로 영향을 받았다. 그것은 어느 누구도 부정할 수 없는 것이다."
수많은 아티스트들이 휘트니 휴스턴을 자신들에게 영향을 끼친 가수로 인정했다. 그러한 아티스트들 가운데에는 셀린 디온, 머라이어 캐리, 토니 브랙스턴, 비욘세, 앨리샤 키스, 레이디 가가, 브리트니 스피어스, 크리스티나 아길레라, 리한나, 리앤 라임스, 브랜디, 모니카, 제시카 심슨, 넬리 퍼타도, 켈리 클락슨, 리오나 루이스, 시에라, 핑크, 아샨티, 제니퍼 허드슨, 에이머리, 니콜 셰르징거, 제시 제이, 아리아나 그란데 등이 있다.
데뷔 이후 종종 휴스턴과 비교됐던 머라이어 캐리는 "휴스턴은 내게 큰 영향을 주었다"고 밝혔다. 그녀는 후에 <USA 투데이>와의 인터뷰에서 "아레사 프랭클린 또는 휘트니 휴스턴이 음반을 내지 않았다면 우리들 어느 누구도 같은 소리를 내지 않았을 것이다"라고 말했다. 1990년대 팝계를 지배했던 여성가수 트로이카의 세 번째 멤버였던 셀린 디온은 2012년 2월 13일 <굿 모닝 아메리카>와의 전화 인터뷰에서 "휘트니는 내게 놀랄 만한 영감을 주어왔었다. 나는 내 전체 경력동안 실제로 그녀와 함께 노래했었다. 나는 그녀와 같은 경력을 갖기를, 그녀처럼 노래하기를, 그녀처럼 아름답게 보이기를 원했다"고 얘기했다.
비욘세는 <글로브 앤 메일>지와의 인터뷰에서 휴스턴이 "그곳까지 올라가서 그녀가 했던 것을 하도록 영감을 불어넣었다"고 언급했다. 비욘세는 또 휴스턴이 사망한 그 날 자신의 웹사이트 상에 "모든 가수들처럼 나도 단지 휴스턴처럼 되길 원했다. 그녀의 목소리는 완벽했다. 강하면서도 마음을 달래주었고, 혼이 담겨 있었으며 고전적이었다. 그녀의 비브라토(음을 가늘게 떨어서 내는 창법), 억양, 그리고 조절능력 [모두 완벽했다]. 내 생애의 많은 추억들이 휘트니 휴스턴의 노래와 연관되어 있다. 그녀는 우리의 여왕이고 뒤이어 나온 가수들에게 길을 열어 주었으며, 우리들 모두에게 청사진을 제공했다"고 적었다.
메리 제이 블라이즈는 휴스턴이 1999년 디바스 라이브 무대에서 함께 공연하고자 그녀를 초대한 것을 두고 "전 세계에 내가 진출할 수 있도록 길을 열어주었다"고 말했다. 브랜디는 "휘트니 휴스턴의 첫 번째 앨범은 천재적이었다. 그 앨범은 전 세계에 그녀의 천사같은 그러나 파워풀한 목소리를 소개했다. 휘트니가 없었다면 현 세대 가수들의 반은 노래하지 않고 있을 것이다"라고 휴스턴의 영향력에 대해 언급했다. 데스티니스 차일드의 켈리 로울랜드는 흑인음악을 기념하기 위한 <에보니> 잡지의 2006년 6월호 특집 기사에서 "휘트니 휴스턴이 TV에서 'Greatest Love of All'을 부르는 것을 본 뒤 가수가 되고 싶어했다. 나는 붉은 드레스를 입고 있었던 휘트니 휴스턴처럼 노래하길 원했다. 나는 결코 그 노래[Greatest Love of All]을 잊을 수 없다.[...] 그 노래의 뮤직비디오는 여전히 내게 전율을 가져다 준다"고 말했다. 앨리샤 키스는 "휘트니는 내가 어린 소녀였을 때부터 영감을 준 아티스트였다"고 언급했다. 레이디 가가는 지난 2011년 그래미상 수상 소감에서 "'Born This Way'를 작곡할 때 내 자신이 슈퍼스타인지 확신이 서지 않았기 때문에 휘트니 휴스턴이 이 곡을 부르고 있다고 상상하며 곡을 썼다"고 휴스턴에게 감사의 말을 전했고, 2012년 3월 Oprah's Next Chapter에 출연하여 그렇게 했던 이유에 대해 "그녀가 내게는 모든 시대의 가장 위대한 가수였기 때문"이었다고 밝혔다.
아카데미상과 그래미상 수상자인 제니퍼 허드슨은 휴스턴을 그녀에게 가장 큰 영향을 준 아티스트로 언급하며 "나는 그녀로부터 노래를 할 수 있는 것과 노래하는 법을 아는 것의 차이를 배웠다"고 <뉴스데이>지에 밝혔다. '새로운 휘트니 휴스턴'이라 불렸던 리오나 루이스 역시 휴스턴을 자신에게 영향을 준 아티스트로 언급하며 어린 시절부터 휴스턴이 자신의 우상이었다고 말했다. 아리아나 그란데는 "휴스턴은 내가 소녀일 때 노래를 시작하도록 영감을 주었다. 그녀의 리프(짧은 악절을 되풀이하며 부르는 것)는 정말로 정확하고 나는 그녀의 음색을 좋아한다. 그녀는 내게 영감을 주는 사람이다"라고 밝혔다.

## 수상과 성과
휘트니 휴스턴은 음반 판매량, 차트 성적, 수상 등에서 많은 기록들을 세우며 후대의 여성 아티스트들이 성공을 거두는데 큰 발판을 마련했다. 휴스턴은 총 2억장 이상의 음반을 팔아 팝 역사상 가장 많은 음반을 판 아티스트들 중 한명으로 인식되고 있다. 데뷔 앨범 Whitney Houston은 전 세계적으로 2,500만장 이상이 팔려 가장 많이 팔린 데뷔 앨범들 중 하나이며, The Bodyguard Soundtrack은 4,400만장 이상 판매되어 팝 역가상 가장 많이 팔린 사운드트랙이 되었다. 싱글 "I Will Always Love You"는 미국 내 판매량 4,591,000장, 전 세계 판매량 2,000만장을 올리며 솔로 여성 아티스트의 곡으로는 팝 역사상 가장 많이 팔린 싱글로 기록되고 있다. (참고: 전 세계적으로 가장 많이 팔린 앨범 목록) 휴스턴의 데뷔 앨범은 1994년 미국 음반 산업 협회(RIAA)로부터 10× 플래티넘 (1,000만장 출하, 다이아몬드)인증을 받은 최초의 솔로 여성 가수 앨범이다. "I Will Always Love You" 싱글이 1993년 RIAA로부터 4× 플래티넘 인증을 받아 휴스턴은 실물 CD 싱글로 그 레벨의 인증을 받은 최초의 솔로 가수이자, 유일한 가수가 되었다. 1999년 RIAA는 휴스턴을 '20세기 가장 많은 음반을 판 R&B 여성 아티스트'로 선정했고(당시까지 5,000만장 인증), 보디가드 사운드트랙은 17× 플래티넘의 인증량으로 '20세기 가장 많이 팔린 사운드트랙'이라고 발표했다. 현재까지 휴스턴은 RIAA로부터 총 5,700만장의 앨범 판매량 인증을 받아 여성 가수들 중 바브라 스트라이샌드, 마돈나, 머라이어 캐리에 이어 4위의 순위에 올라 있다.
휴스턴은 차트에서도 기록적인 성과를 거두며 최초, 최고의 기록들을 연이어서 만들어냈다. 데뷔 앨범은 빌보드 200 앨범차트에서 14주간 1위에 올라 신인 여성 가수의 앨범으로는 최장 기간 1위에 오른 앨범이 되었고, 그 앨범에서 3곡의 핫 100 싱글차트 1위곡이 배출되며 그녀는 한 앨범에서 3곡의 1위곡을 배출한 첫 번째 솔로 여자 가수가 되었다. 앨범 Whitney Houston은 1986년 <빌보드>지 연말 결산 차트에서 여성 가수의 앨범으로서는 최초로 '올해의 #1 앨범'으로 선정되었고, 휴스턴은 흑인 여성 가수로서는 최초로 '올해의 #1 팝 아티스트'가 되었다. <빌보드>지 1987년 6월 27일자 앨범차트에서 휴스턴의 2집 앨범 Whitney는 데뷔와 동시에 1위에 올라 여성 가수의 앨범으로는 최초의 기록을 세웠다. 2집에서 발표된 싱글 4곡이 1987-88년 연달아 핫 100차트에서 정상을 차지하며 휴스턴은 첫 번째 앨범에서의 1위곡 3곡을 포함해 총 7곡을 싱글차트에서 연속으로 1위에 올려놓는 최초의 아티스트가 되었다. 휴스턴이 1991년 수퍼볼 경기에서 부른 "The Star Spangled Banner"는 그 해와 2001년에 싱글로 발매되어 핫 100 차트에서 각각 20위, 6위에 올라 휴스턴은 팝 역사상 미국 국가로 top 10 히트곡을 만들어낸 최초의 가수이자 유일한 가수가 되었다. "I Will Always Love You"는 1992-93년 핫 100 차트에서 14주간 연속으로 1위에 올라 당시 최장기간 1위 기록을 경신했으며 현재까지 솔로 여성 가수의 곡으로 가장 오랫동안 싱글차트 1위에 오른 곡으로 기록되고 있다. 그 곡은 영국 싱글차트에서도 10주간 1위에 올라 그 차트에서 최장기간 1위에 오른 솔로 여성가수의 곡이 되었다. 보디가드 사운드트랙은 빌보드 200 앨범차트에서 20주간 정상에 올라 아델의 21이 그 기록을 깨기 전까지 사운드스캔 집계가 시작된 1991년 이래로 가장 오랫동안 앨범차트 1위를 지켰던 앨범이었다. 휴스턴은 1993년 <빌보드> 연말 결산차트에서 보디가드 사운드트랙과 "I Will Always Love You" 싱글로 팝과 R&B 부문의 앨범과 싱글 결산차트 정상을 동시에 차지한 최초이자 유일한 가수가 되었다. 또한 그녀는 Whitney Houston (14주, 1986년), Whitney (11주, 1987년), The Bodyguard Soundtrack (20주, 1992-93년) 그리고 I Look to You (1주, 2009년) 이렇게 4장의 앨범으로 빌보드 앨범차트에서 총 누적주수 46주간 1위에 올라 여성 아티스트들 중 앨범차트 누적 총합 최장기간 1위에 오른 가수가 되었다.
휴스턴이 연예 활동을 통해 이룬 업적들은 각종 시상식에서의 수많은 수상들로 이어졌다. 그녀는 6개의 그래미상, 1개의 에미상, 22개의 아메리칸 뮤직 어워드, 31개의 빌보드 뮤직 어워드, 8개의 소울 트레인 뮤직 어워드, 18개의 NAACP 이미지 어워드 등을 수상했다. 1994년 제36회 그래미상 시상식에서 휴스턴은 보디가드 사운드트랙으로 올해의 앨범상을, "I Will Always Love You"로 올해의 레코드상을 각각 수상했다. 22번의 아메리칸 뮤직 어워드 수상은 여자 가수로서는 최다 수상 기록이며, 1994년 시상식에서는 특별상인 어워드 오브 메리트를 포함해 총 8개의 상을 휩쓸며 한 해 가장 많은 아메리칸 뮤직 어워드를 수상하는 기록을 세우기도 했다. 1993년 빌보드 뮤직 어워드에서는 총 11개의 상을 수상하여 그 시상식에서도 한 해 가장 많은 상을 수상한 아티스트가 되었다. 1998년 소울 트레인 뮤직 어워드에서는 휴스턴의 연예 분야에서의 뛰어난 업적을 인정하며 그녀를 그 해의 퀸시 존스 어워드 수상자로 선정했다. 2001년 제1회 BET 어워드 시상식에서는 음악계에 주요한 공헌을 한 아티스트에게 수여되는 평생업적상(Lifetime Achievement Award)의 첫 번째 수상자가 되었다. 휴스턴은 연예 활동을 통한 수상 외에도 많은 자선활동 및 기부로 여러 시상식과 단체들로부터 그 업적을 인정받았다. 1988년 루이지애나주의 그램블링 스테이트 대학교는 그녀에게 인문학 명예 박사 학위를 수여했다. 1990년에는 흑인장학기금(United Negro College Fund, UNCF)으로부터 흑인 고등교육에 대한 꾸준한 헌신을 인정받아 프레데릭 D. 패터슨 어워드를 수상했다. 1995년 6월 VH1 아너스(VH1 Honors) 시상식에서 휴스턴은 그 동안의 자선활동에 대한 공로로 그녀가 세운 '어린이들을 위한 휘트니 휴스턴 재단'과 함께 VH1 아너스 어워드를 수상했다. 1997년 6월 12일, 휴스턴이 어린 시절 다녔던 뉴저지주 이스트오렌지의 프랭클린 초등학교는 '휘트니 E. 휴스턴 창조 공연예술 학교'(Whitney E. Houston Academy of Creative and Performing Arts)로 그 이름을 바꿨다. 2006년 기네스 세계 기록(Guiness World Records)은 휘트니 휴스턴이 '모든 시대를 통틀어 가장 많은 상을 수상한 여성 아티스트'라고 발표했다.
2003년 5월, VH1은 '비디오 시대의 가장 위대한 여성 50인' 순위에서 휴스턴을 마돈나, 자넷 잭슨에 이어 3위로 선정했다. 2004년 <빌보드>지는 빌보드 탄생 110주년을 기념하기 위한 특집기사에서 1985년 휴스턴의 데뷔 앨범 발매를 '110가지의 획기적 음악 사건들' 중 하나로 선정했다. 2007년 6월, <USA 투데이>는 '지난 25년간 기억할만한 25가지의 획기적인 음악계 사건들' 순위에서 휘트니 휴스턴을 11위에 올리며 "셀 수 없이 많은 모방자들을 위해 길을 열었다"고 언급했다. 2008년 <빌보드>가 핫 100 차트 탄생 50주년을 기념하기 위해 지난 50년 간의 핫 100 차트를 결산하며 발표한 '모든 시대의 톱 아티스트' 순위에서 휴스턴은 9위를 기록했고, 2010년 11월 발표된 '지난 25년 동안의 톱 R&B/힙합 아티스트 50인' 순위에서는 알 켈리와 메리 제이 블라이즈에 이어 3위에 올랐다.
휴스턴은 1995년 소울 트레인 방송 25주년을 기념하는 행사에서 소울 트레인 명예의 전당에 헌액되었다. 2013년 미국 음반 예술 산업 아카데미(National Academy of Recording Arts and Sciences, NARAS)는 위대한 음반들을 기리고 보전하기 위해 만든 그래미 명예의 전당에 휴스턴의 데뷔 앨범 Whitney Houston을 추대했다. 2014년 1월, 휴스턴은 그녀의 고향인 미국 뉴저지주의 명예의 전당에 헌액되는 영예를 안았고, 같은 해 8월에는 알앤비, 가스펠, 힙합, 재즈 장르의 음악과 문화의 역사적인 보존에 기여한 사람들에게 경의를 표하기 위해 제정된 리듬앤블루스 명예의 전당에 그 이름을 올렸다.

## 음반 목록
| 정규 음반 - 1985년 : Whitney Houston - 1987년 : Whitney - 1990년 : I'm Your Baby Tonight - 1998년 : My Love Is Your Love - 2002년 : Just Whitney - 2003년 : One Wish : The Holiday Album - 2009년 : I Look To You | 컴필레이션/사운드트랙 음반 - 1992년 : The Bodyguard Soundtrack - 1995년 : Waiting To Exhale Soundtrack - 1996년 : The Preacher's Wife Soundtrack - 2000년 : The Greatest Hits - 2001년 : Love, Whitney - 2004년 : Artist Collection : Whitney Huston - 2007년 : The Ultimate Collection |

## 출연 작품

### 영화
| 연도 | 제목                                     | 역할                           | 비고 |
| ---- | ---------------------------------------- | ------------------------------ | --- |
| 1992 | 《보디가드》(The Bodyguard)              | 레이철 매런 (Rachel Marron)    | 주연 - 수상 ― 1993 MTV 무비 어워드, 최우수 주제가상 "I Will Always Love You" - 후보 ― 1993 MTV 무비 어워드, 최우수 여자 연기상 - 후보 ― 1993 MTV 무비 어워드, 가장 주목할 만한 연기상 - 후보 ― 1993 MTV 무비 어워드, 영화 상에서의 최고 2인조 (케빈 코스트너와 짝을 이뤄 후보에 오름) |
| 1995 | 《사랑을 기다리며》(Waiting to Exhale)   | 서배너 잭슨 (Savannah Jackson) | 주연 - 후보 – 1996 NAACP 이미지 어워드, 영화부문 최우수 여우주연상 |
| 1996 | 《프리쳐스 와이프》(The Preacher's Wife) | 줄리아 비그스 (Julia Biggs)    | 주연 - 수상 – 1997 NAACP 이미지 어워드, 영화부문 최우수 여우주연상 - 후보 – 1997 블록버스터 엔터테인먼트 어워드, 최고 인기 여자 배우(코미디 부문) - 후보 – 1997 키즈 초이스 어워드, 최고 인기 여자 영화 배우                                                                          |
| 2012 | 《스파클》(Sparkle)                      | 에마 (Emma)                    | 주연 |

### 텔레비전
| 연도 | 제목                                             | 방송국 | 역할        | 비고 |
| ---- | ------------------------------------------------ | ------ | ----------- | --- |
| 1984 | 《기미 어 브레이크!》(Gimme a Break!)            | NBC    | 리타 (Rita) | - "케이티의 대학교" (시즌 3, 에피소드 20, 방송일자: 1984년 3월 15일) |
| 1984 | 《애즈 더 월드 턴즈》(As the World Turns)        | CBS    | 자신        | - 뉴욕시 CBS 스튜디오에서 1984년 7월 25일에 녹화되어 8월 1일과 2일에 방송되었다. - 저메인 잭슨과 함께 출연하여 당시 그의 새 앨범에 수록된 듀엣곡 "Nobody Loves Me Like You Do"와 "Take Good Care of My Heart"를 불렀다. |
| 1985 | 《아빠는 멋쟁이》(Silver Spoons)                 | NBC    | 자신        | - "거꾸로 (Head Over Heels)" (시즌 4, 에피소드 1, 방송일자: 1985년 9월 15일) - 연기와 함께 극 중에서 당시 새 싱글이었던 "Saving All My Love for You"의 일부 가사를 바꿔서 공연했다.                                     |
| 1991 | 《새터데이 나이트 라이브》(Saturday Night Live)  | NBC    | 음악 손님   | - 시즌 16, 에피소드 14 (방송일자: 1991년 2월 23일)에 출연하여 "I'm Your Baby Tonight"와 "All the Man That I Need"를 공연했다.                                                                                           |
| 1996 | 《새터데이 나이트 라이브》(Saturday Night Live)  | NBC    | 음악 손님   | - 시즌 22, 에피소드 9 (방송일자: 1996년 12월 14일) - 로지 오도널, 페니 마셜과 함께 '메리 캐서린 갤러거' 촌극에 출연했고, "I Believe in You and Me"와 "I Go to the Rock"을 공연했다.                                     |
| 1997 | 《신데렐라》(Rodgers & Hammerstein's Cinderella) | ABC    | 대모 요정   | - TV 방송용으로 만들어진 영화 (방송일자: 1997년 11월 2일) - 사운드트랙으로는 발매되지 않은 "Impossible" (브랜디와 듀엣), "There's Music in You"를 불렀다.                                                               |
| 2003 | 《보스턴 퍼블릭》(Boston Public)                 | FOX    | 자신        | - "챕터 66" (시즌 3, 에피소드 22, 방송일자 2003년 5월 12일) - 2002년 발매 앨범 Just Whitney의 수록곡인 "Try It On My Own"을 공연했다.                                                                                   |

## 같이 보기
- 대중음악의 별명 목록
- 가장 많은 음반을 판 음악가 목록